# Большое кольцо Московской железной дороги
Большо́е кольцо́ Моско́вской желе́зной доро́ги (БК МЖД; также известное как Большая Московская окружная железная дорога (БМО), Большое Московское кольцо и Большое Московское окружное кольцо) — окружная железная дорога вокруг основной части Москвы, проходящая по территории Новой Москвы, Московской и Владимирской областей на расстоянии 25—80 км от МКАД. Эксплуатационная длина дороги составляет около 584 км.
Основное назначение Большого кольца — разгрузка Московского узла в черте города от транзитных грузовых поездов и пропуск транспортных потоков между всеми магистральными железнодорожными направлениями столицы, с тем, чтобы миновать основную часть Москвы. На кольце осуществляется в основном грузовое движение, но существуют и пассажирские перевозки — пассажирские/скорые поезда и пригородные электропоезда. Пригородное сообщение осуществляется преимущественно для перевозки сотрудников железной дороги, но есть участки, где основные пассажиры — жители близлежащих населённых пунктов. Летом вагоны часто заполняют дачники, проезжая до станций радиальных направлений. Важную роль выполняет кольцо и в пропуске транзитных пассажирских поездов. Через него следовало (до 1996 года) значительное количество пассажирских поездов из Санкт-Петербурга во всех направлениях, кроме Рижского, а также поезда с Украины и из Белоруссии. Пропуск пассажирских поездов по кольцу позволяет существенно разгрузить перегруженные московские вокзалы от транзитного потока.

## История[2]

### Начало: конец XIX — начало XX века
Формирование кольца началось в конце XIX века. Первой линией будущего кольца стала дорога, связавшая Егорьевск с Воскресенском на Московско-Рязанской железной дороге. Она начала строиться в 1869 году на деньги Егорьевских фабрикантов Хлудовых, движение по линии начато 15-21 ноября 1870 года.
Понимая роль железной дороги в развитии фабрик, братья Барановы в 1871 году построили линию Александров — Карабаново от Московско-Ярославской дороги. В 1873 году эта линия была продлена до Киржача. Согласно газете «Владимирские губернские ведомости», 3 мая 1893 года через станцию Карабаново прошёл первый пассажирский поезд.
В 1897—1899 годах была построена линия от Егорьевска до Орехова-Зуева через Куровское и Дулёво. Линия была названа «Ореховский подъездной путь» и дала прямой выход на железную дорогу многим ткацким мануфактурам, в том числе в Дулёве и Рунове.
В 1898 году Иваново-Вознесенский комитет торговли и мануфактур поддержал ходатайство владельцев Фряньковской и Вознесенской мануфактур перед Министерством путей сообщения о строительстве линии Бельково — Щёлково (линия Мытищи — Щёлково Московско-Ярославско-Архангельской дороги была сдана в 1894 году). В 1899 году по инициативе комитета состоялось собрание ивановских предпринимателей по вопросу устройства железнодорожных подъездных путей к фабрикам, где было достигнуто соглашение о принятии промышленниками части расходов по строительству. Тем не менее, работы по строительству данного участка были начаты лишь в 1930-е годы. От 135-го км линии Карабаново — Киржач началось строительство профиля пути, в том числе были сооружены выемки, насыпи до самого Фрянова, подготовлены основания под устои мостов через реки Киржач и Мележа. По неизвестной причине работы были остановлены, но следы масштабной стройки остались до сих пор.
В 1916 году в связи с тем, что Первая мировая война приобрела затяжной характер, возросли потребности страны в сырье, материалах и топливе. Поэтому стал крайне необходим прямой выход из городов Александрова, Карабанова, Киржача на магистраль Москва — Нижний Новгород, вторую по оживлённости в России. Капиталисты с коммерческой целью (военные заказы) в 1917 году начали строительство линии Киржач — Орехово-Зуево. Поезда по участку Александров — Карабаново — Орехово пошли в конце 1919 — начале 1920 года, уже в разгар гражданской войны. Данная ветка была одноколейной, как и все другие ветки, на ней не было вокзалов. Пассажирские поезда останавливались в поле или в лесу, ходила одна пара поездов в сутки. Утром поезд отправлялся из Александрова, весь день стоял в Орехове, а вечером возвращался.
В 1938 году построена линия Воскресенск — Жилёво с Неверовским мостом через Москву-реку. В 1939 году в связи с большим грузопотоком была построена линия в обход Егорьевска Ильинский погост — Воскресенск со станциями Берендино и Лопатино и развязкой с Рязанским ходом.
Фактически к 1940 году было сформировано восточное полукольцо Большого кольца.

### Военные годы
С началом Великой Отечественной войны железная дорога приобретает важную роль. Согласно постановлению ЦК ВКП(б) и Совета народных комиссаров СССР № 20003-905-СС от 28 августа 1941 года, предполагалось в 1941—1942 годах построить Большую окружную железную дорогу протяженностью в 534 км, в том числе нового пути предстояло проложить 290 км — от Александрова до Михнева и Жилева на Павелецкой линии. Строительство Большой окружной началось в сентябре 1941 года, но после введения осадного положения 15 октября 1941 года работы на новой линии были прекращены. Уже 11 января 1942 года вышло постановление Государственного комитета обороны № ГКО-1128с, которым предписывалось возобновить строительство Большой Московско-окружной железной дороги, начатое в 1941 году. Были установлены сроки открытия рабочего движения на участках Александров — Поварово и Столбовая — Михнево протяжённостью в 133 км в мае 1942 года, а на остальных участках — в июле 1942 года, выделены ассигнования на сумму 80 млн рублей. Осенью 1942 года, в самый разгар битвы за Сталинград, началась обкатка проложенной трассы. А вскоре дорога приступила к обслуживанию фронта и тыла.
В некоторых источниках постройка западного кольца называлась секретной стройкой № 7.

Для обеспечения срочных перевозок грузов для фронта приказываю: открыть с 3 февраля 1943 года временное движение по построенному западному полукольцу Большой Московской окружной железной дороги от станции Александров Ярославской ж.д. до станции Жилёво Московско-Донбасской ж.д. эксплуатационными силами Управления строительства № 7.
— Приказ НКПС, подпись: А. В. Хрулёв
К концу того же 1943 года дорога обеспечивала суточную пропускную способность в 24 пары поездов весом 1390 тонн . Однако многие сооружения были построены наспех и некачественно.
По другим данным, участки Поварово — Икша, Кубинка — Столбовая, Дмитров/Яхрома — Пост 81 км были построены только к 1944 году.
Некоторые участки западного полукольца строились на месте уже существовавших подъездных линий, в том числе узкоколейных.
Дорога активно использовалась при обороне Москвы во время Великой Отечественной войны в 1941 году. По построенным участкам совершались перевозки войск и военной техники, осуществлялась связь города с передним краем обороны[прояснить].
Сведения о пассажирском движении того времени — весьма скудные. По участкам оборачивались поезда под паровозами, позднее — под тепловозами. Основным назначением пассажирских перевозок на Большом кольце была и остается перевозка сотрудников дороги. Состояние однопутного кольца было плохим, поток поездов — низким.

### Послевоенные годы
В период восстановления и развития народного хозяйства после Великой Отечественной войны транспорт, особенно железнодорожный, играл особую решающую роль. Была необходимость коренного изменения организации переработки и пропуска вагонопотоков в Московском железнодорожном узле и, как следствие, на обширном полигоне сети железных дорог центрально-европейской части страны.
Со времён первой постройки участков кольца его путевое хозяйство устарело, инфраструктура отставала от темпов технического прогресса. Общее состояние оценивалось как неудовлетворительное.
В 1949 году в Министерстве путей сообщения (МПС) рассматривался вопрос о развитии Большого кольца и строительстве двух самых совершенных сортировочных станций. В принятом проекте в том числе предусматривался пропуск транзитных грузовых и пассажирских поездов из Архангельска и Ленинграда, Перми и Свердловска на юг и обратно, минуя Московский узел по Большому кольцу.
К 1959 году Большое кольцо административно находилось в составе 6 дорог:
- Северная: участок Поварово II (искл.) — Орехово I (искл.)
- Калининская: участок Поварово II — Кубинка I
- Московско-Киевская: участок Кубинка I (искл.) — Столбовая (искл.)
- Московско-Курско-Донбасская: участок Столбовая — Михнево — Жилёво — Воскресенск (искл.)
- Московско-Рязанская: участок Воскресенск — Орехово I (искл.)
- Горьковская: станция Орехово I (Орехово)

В 1959 году путём объединения нескольких дорог и/или их отделений образовалась Московская железная дорога, куда Большое кольцо вошло полностью. Остались границы с Октябрьской и Северной железными дорогами, существующие в неизменном виде и поныне. В МЖД кольцо стало входить в 6 отделений из 15:
- Московско-Ярославское: участок Орехово (искл.) — Костино — …[к. 1]
- Московско-Рижское: участок … — Иванцево — Кубинка I (искл.)
- Московско-Смоленское: участок Кубинка I — Столбовая (искл.)
- Московско-Курское: участок Столбовая — Михнево (искл.) и станция Орехово
- Каширское: участок Михнево — Жилёво — Воскресенск (искл.)
- Московско-Рязанское: участок Воскресенск — Орехово (искл.)

Границы отделений на кольце со временем немного менялись, но их количество до 1981 года оставалось неизменным.
В 1959 г. под руководством главного инженера проекта Мосгипротранса И. Е. Савченко была разработана генеральная схема реконструкции Московского узла, которая стала исходной для последующего проектирования развития и реконструкции многих входящих в узел станций, а в 1966 году была разработана генеральная схема дальнейшего развития узла (главный инженер проекта Н. С. Червонный), которая в том числе предусматривала сохранение радиально-кольцевой структуры и основных устройств узла и вынос транзитного грузового движения на Большое Московское Окружное кольцо
В начале 1960-х годов начата масштабная реконструкция Большого кольца. Начаты электрификация, спрямление дороги на извилистых участках, достройка второго пути и соединительных линий, замена полотна.
В 1962 году вдоль Большого Московского окружного кольца строится одна из первых на железнодорожном транспорте радиорелейная линия связи для резервирования проводных каналов магистральной связи.
С учётом принятого проекта по строительству сортировочных станций на основе технико-экономического сравнения вариантов местоположение одной из них определено возле города Орехово-Зуево (предварительное название «Восточная сортировочная»), а второй — «Западная сортировочная» у Бекасова, где однопутная линия ещё не реконструированного в то время Большого кольца пересекалась с двухпутной магистралью Москва — Брянск. Станция Орехово-Зуево строилась с 1956 по 1970 год (на месте старых станций Орехово I и Орехово II (Орехово-Ряз.), существовавших с 19 века), Бекасово-Сортировочное — с 1970 по 1976 год (частично на месте разъезда Шаламово). Эти станции с автоматизированными сортировочными горками стали одними из крупнейших в Европе и СССР. За выдающийся вклад в проектирование этих станций большому коллективу работников Мосгипротранса была присуждена премия Совета Министров СССР. Кроме станций, по кольцу были построены грузовые дворы, оснащённые совершенными перегрузочными устройствами, мощным грузоподъёмным оборудованием.
В рамках реконструкции Большого кольца в 1965 году была закончена реконструкция участков:
- Александров — Орехово-Зуево со строительством второго пути, новой развязки с Ярославским ходом, изменением маршрута в черте Александрова, а также сооружением путепровода для узкоколейной линии Электрогорского ТПП (бывшее им. Классона) над путями БМО в районе о. п. Ветчи
- Орехово-Зуево — Куровская со спрямлением в районе станции Дулево (станция Ликино и старая станция Дулёво остались на старой ветке бывшего Ореховского подъездного пути) и новой трассой пересечения и развязок с Казанским ходом
- Куровская — Ильинский погост — пл. 88 км — Воскресенск с развязкой с Рязанским ходом.

В 1966 году закончено строительство второго пути Воскресенск — Непецино — Яганово — Жилево с новой развязкой с Казанским ходом и мостами через реку Москву.
В 1967 году:
- Электрифицирован участок от Ильинского погоста до Егорьевска, при этом он оставлен однопутным
- Построен с нуля с электрификацией двухпутный участок Яганово (новая станция на месте о. п.) — Михнево (спрямление кольца).[17] По другим данным, участок был закончен в 1973 году.[18]
- Электрифицирован и построен второй путь на участке Михнево — Бекасово I — Кубинка II.
- Электрифицирован участок Поварово II — Поварово III

В 1968 году:
- электрифицированы и построены вторые пути на участке Кубинка II — Манихино — Поварово II — Икша с дополнительным развязками с Рижским и Ленинградским ходом. Холмистый рельеф в районе Манихина заставил прокладывать второй путь часто на значительном отдалении от первого. По некоторым данным, перегон Кубинка I — Кубинка II был электрифицирован ещё в 1960 году[7]. По некоторым данным, второй путь на участке Кубинка — Манихино был проложен только в 1970-е годы;
- остались однопутными электрифицированные в этом году участки Иванцево — Наугольный (из-за сложности рельефа) и Воскресенск — Егорьевск (из-за невысокого объёма грузоперевозок). От Наугольного до Поста 81 км построена двухпутная дорога с путепроводом над Ярославским ходом. От Иванцева до Дмитрова и до Яхромы сделаны съезды на Савёловский ход.

При строительстве второго пути станции Илейкино, Ветчи, Ликино, Руново, Ястребки, Жилино, Бухарово были переведены в статус платформ/остановочных пунктов.
После постройки двух сортировочных станций реконструкция кольца, в основном, закончилась, что позволило обеспечивать пропуск по кольцу, в обход центральной части Московского узла, не только грузовых, но и ряда пассажирских поездов дальнего следования. Такое решение создало определённый резерв пропускной способности головных участков радиальных линий Московского узла, который мог быть использован для увеличения размеров пригородного и дальнего пассажирского движения.
В дальнейшие годы на Большом кольце сохранялся приоритет грузового движения, лишь часть поездов дальнего следования следовали в обход московского узла по участкам кольца. Движение электропоездов по-прежнему сохранялось в очень небольшом объёме и лишь для служебных нужд. Только на участках Александров — Орехово-Зуево и Егорьевск — Воскресенск оно было востребовано, так как было здесь изначально, с момента открытия линий. С расширением дачного строительства на кольце начали появляться «прямые» маршруты с некоторых московских вокзалов — Савёловского, Белорусского, Киевского, Павелецкого.
В 1979 году при подготовке к Олимпиаде-80 участок кольца в районе Поварова-2 снова подвергся реконструкции — через автодорогу Москва — Санкт-Петербург М10 был построен путепровод вместо переезда.
К началу 1980-х годов были закончены работы по строительству и реконструкции Большого кольца. Превращение его в мощную, в основном двухпутную электрифицированную магистраль, оборудованную автоблокировкой, позволило пустить в обход Москвы большой транзитный поток и тем самым разгрузить Московский узел.
Общий рост объёмов железнодорожных перевозок особенно сказывался на участках Московской железной дороги, прилегающих к Московскому железнодорожному узлу, к которым сходились возросшие поездопотоки со многих направлений. В том числе напряжённо работало и Большое кольцо. Начальник Московской железной дороги Л. А. Карпов высоко оценивал роль Большого кольца для развития перевозок:

Важнейшее значение для усиления хозяйства дороги и увеличения её провозной способности имеет создание Большого окружного кольца протяжённостью свыше 550 км, которое превращается в мощную электрифицированную магистраль. Большое кольцо уже сейчас взяло на себя около 80 % всего прироста транзитных вагонопотоков, ранее проходивших через город. Создание Большого кольца является ярким примером научного предвидения в перспективном планировании. Если бы вовремя не было решено сконцентрировать средства на этом важнейшем объекте, то дополнительно свыше 20 тыс. грузовых вагонов в сутки пришлось бы направлять в Москву, что значительно осложнило бы работу узла.

В 1970-х годах количество пропускаемых поездов через кольцо увеличилось в 4—5 раз. На полигоне кольца с прилегающими участками было сосредоточено около 48 % транзитного грузооборота, и на обслуживании связанной с ним поездной работы было занято 52 % электровозов дороги, как отмечалось в 1979 году. Специалисты и руководство МЖД приняли стратегическое решение: при существовавших тогда пропускных способностях повышать провозную способность и осваивать растущие объёмы перевозок тем же локомотивным парком, увеличивая вес и длину поездов. По условиям технического оснащения участков дороги была выявлена возможность организации постоянного обращения грузовых поездов большего веса и длины, в первую очередь на восточном полукольце Большого кольца, а также Рязанском, Черустинском и Каширском магистральных подходах к Московскому узлу. Зимой 1978—1979 годов на МЖД стали формироваться и пропускаться поезда повышенного веса.
В 1980-х был построен однопутный обход станции Михнево: от Усадов-Окружных через путепровод над Павелецким направлением путь шёл далее и примыкал к главному ходу чуть далее платформы 328 км (был организован путевой пост 328 км).
По состоянию на октябрь 1989 года по сравнению с 1959 годом образования МЖД:
- Московско-Рижское отделение вошло в Московско-Ярославское вместе с участком кольца от Иванцева до Кубинки I (не ранее 1981 года).
- Участок Сандарово/Столбовая — Михнево передан из Московско-Курского в Каширское отделение.
- Участок Непецино — Воскресенск передан из Каширского в Московско-Рязанское отделение.

### Постсоветская Россия
Расцвет пригородного пассажирского движения на Большом кольце пришёлся на конец 1980-х — начало 1990-х годов. В это время частота движения электропоездов по расписанию была наибольшей. Организовывались новые маршруты — например, для служебных нужд из Малоярославца до Мачихина. К концу 1990-х из-за снижения пассажиропотока и приоритета грузовых поездов частота движения поездов снизилась. В 1996 году прекратили эксплуатировать второй путь на участке Поварово II — Белый Раст, к 2001 году он был демонтирован. В связи со снижением грузопотока многие станции лишились путей и стали остановочными пунктами (платформами): Санино, Ратмирово, Мякинино, Шматово, Пост 328 км, Повадино, Чернецкое, Дюдьково, Драчево, Бубяково, Хорлово, Лопатино.
Количество отделений на МЖД сокращалось из-за их укрупнения путём объединения. Из изначальных 6 отделений из 15 кольцо в 2001 году стало проходить по 3 из 7: между 1981 и 1989 годами Московско-Рижское присоединено к Московско-Смоленскому; в 1998 Московско-Ярославское разделено между Московско-Курским и Московско-Смоленским; Московско-Павелецкое, возникшее в 1995 из Каширского и Московско-Окружного, присоединено в 2001 к Московско-Курскому.
В 2003 году была построена дополнительная соединительная ветвь с путепроводом в развязке Манихина, позволяющая следовать со стороны Лукина на Манихино I и обратно. Электропоездами она использоваться не стала. Границы станции Манихино II были расширены на юг до платформы 165 км, чтобы включить примыкание ветви. Ветвь стала третьим путём перегона Манихино I — Манихино II.
В 2008 году окончательно разобран путепровод через Павелецкий ход южнее станции Михнево, использовавшийся ранее в качестве съезда на БМО. В 2009 году демонтирован аналогичный путепровод в Жилёве.
С ноября 2009 года по апрель 2010 года закрывался на реконструкцию однопутный пассажирский участок Ильинский Погост — Егорьевск II.
В 2009—2010 году был построен второй (южный) путь обхода Михнева, этот двухпутный участок стал главным ходом кольца. Для примыкания старого пути через Михнево и пл. 328 км были организованы Пост 320 км (к востоку у путепровода через Павелецкое напр-ие) и Пост 329 км (на месте бывшего поста 328 км).
1 июля 2012 года в ходе реализации проекта расширения Москвы участок Большого кольца от Пожитково до Вяткино административно передан из Московской области в состав Москвы (Троицкий округ). Этот участок включает также весь железнодорожный узел Бекасово из двух станций. С этого момента Большое кольцо проходит уже по трём субъектам РФ вместо двух (изначально только в Московской и Владимирской областях).
В сентябре 2012 года начата комплексная реконструкция участка Наугольный — Поварово II, которая продолжается по состоянию на конец 2016 года (фактически только на участке Наугольный — Иванцево). Подрядчик — Росжелдорстрой. В его рамках начато строительство второго пути на участке Наугольный — Жёлтиково и реконструкция станций Наугольный, Жёлтиково, Костино, Иванцево.
С декабря 2012 года до апреля 2013 года закрывался на реконструкцию однопутный пассажирский участок Егорьевск II — Воскресенск.
C 25 ноября 2013 года по 10 января 2014 года ремонтировался Неверовский мост через Москву-реку вблизи станции Воскресенск, с отменой ночных электропоездов.
В 2014—2015 году введены в эксплуатацию полностью реконструированные станции Наугольный, Жёлтиково, Костино, Иванцево, в том числе с новыми длинными низкими платформами и навесами. При этом в Иванцеве вместо двух боковых платформ построена одна островная, в Костине одна из боковых платформ стала островной, в Жёлтикове и Наугольном платформа осталась островной. Некоторые платформы были значительно смещены относительно старого расположения.
4 июля 2016 года введён в эксплуатацию II главный путь (южный) перегона Наугольный — Жёлтиково, при этом I путь закрыт на реконструкцию. Также в августе-октябре 2016 главный путь перегона Костино — Жёлтиково переведён на новую трассу с двумя значительными спрямлениями хода, при этом введена в эксплуатацию новая платформа 62 км, построенная взамен старой на 500 м восточнее. 9 августа спрямлён зигзагообразный участок к западу от Вори, 11 октября участок к востоку. Участок восточнее этих двух спрямлений до Наугольного содержит ещё несколько менее значительных спрямлений кривых (более плавные повороты), переход на которые вводился поэтапно до двух последних спрямлений.
С ростом экономики страны стал увеличиваться и грузопоток, а пассажирское движение было и остаётся в первую очередь рабочим (во вторую — дачным на некоторых участках и пригородным для жителей некоторых населённых пунктов на кольце) — участки пропускают от 1 до десятка пар электропоездов в сутки. По-прежнему ряд поездов дальнего следования пропускается через кольцо.
Также на кольце стали строиться платформы из новых материалов и с навесами, аналогично радиальным направлениям, но низкие. За последний годы были заменены две платформы Повадина, а также в 2013—2014 году построены/заменены платформы на участке строительства второго пути Иванцево — Наугольный (по одной платформе в Наугольном, Жёлтикове, по две на 40 км, Бубяково, 47 км, Костино, одна строится в Иванцеве). В 2016 году уложена брусчатка на платформе «Поселок Киевский», а также жёлтая рифлёная плитка на нескольких платформах.
Также в 2016 году на некоторых платформах введены автоматы по выдаче предварительного талона на покупку билета без комиссии.

## Конфигурация и пересечения
Большое кольцо по конфигурации в целом представляет собой кольцо вокруг основной части Москвы (вне МКАД), являясь частью радиально-кольцевой структуры Московского железнодорожного узла. Пересекает все 11 радиальных направлений железной дороги от вокзалов Москвы, плюс от кольца отходит 12-е направление. На каждом из пересечений есть развязки с различным количеством соединительных ветвей для движения по разным направлениям.
Само кольцо полностью принадлежит трём регионам Московской железной дороги:
- Западное полукольцо 39 км (40 км) — Сандарово / 283 км относится к Московско-Смоленскому региону
- Участок на юго-востоке Непецино — Берендино / Егорьевск I и II относится к Московско-Рязанскому региону
- Остальные два участка между ними: Столбовая — Осёнка на юге и Наугольная — Ильинский Погост на северо-востоке относятся к Московско-Курскому региону
- Станциями перехода (стыковыми пунктами) являются: Наугольная, Берендино, Егорьевск I, Непецино, Сандарово[25].

До 2011 года вместо регионов были отделения МЖД, разделение границ по отделениям отличалось от текущих границ регионов. Границы регионов также изменялись в 2013 году.
При этом кольцо как линия МЖД примыкает к участкам других филиалов РЖД:
- Октябрьской железной дороги в районе развязки в Поварове (двe соединительных ветви № 2 и № 5 Поварово III — Поварово I, стыковой междудорожной станцией является Поварово I ОЖД, границы по входным светофорам этой станции на ветвях)
- Северной железной дороги в районе Александрова (продолжение Ярославского направления далее к Ярославлю, стыковой междудорожной станцией является Александров, граница находится далее на перегоне Александров — Балакирево на отметке 114,0 км от Москвы-Пассажирской-Ярославской)
- Северной железной дороги в районе Белькова (линия на Иваново, стыковой междудорожной станцией является Бельково, граница находится в 3 км далее по линии на перегоне Бельково — Кипрево на отметке 134,0 км от Москвы-Пассажирской-Ярославской)

Обслуживается семью дистанциями пути: Московско-Горьковской (ПЧ-2), Голутвинской (ПЧ-7), Куровской (ПЧ-8), Александровской (ПЧ-11), Московско-Савёловской (ПЧ-12), Бекасовской (ПЧ-18), Жилёвской (ПЧ-32).
По всей длине главный ход кольца, а также Жилёвская ветвь, оборудованы системой автоматической блокировки (АБ) — односторонней на двухпутных перегонах, двусторонней на однопутных и отдельных путях многопутных перегонов. Егорьевская ветвь (участок Воскресенск — Ильинский Погост) оборудована двусторонней полуавтоматической блокировкой (ПАБ). На неоднопутных участках движение правостороннее.
Кольцо входит в несколько кругов ДНЦ (участков диспетчерской централизации).
С точки зрения чётности, кольцо делится на два участка:
- Север и запад кольца от Орехово-Зуево до Яганово (не включая обе станции): нечётное направление против часовой стрелки, чётное по часовой (то есть на двухпутных участках нечётная внешняя сторона кольца, обычно I путь; чётная внутренняя, обычно II путь)
  - За исключением основной части станции Бекасово-Сортировочное, где чётность противоположная (в старых границах без парка Мачихино и бывшего перегона к нему)
- Юго-восток от Жилёво до Орехово-Зуево (включая обе станции, а также Егорьевскую ветвь): нечётное направление по часовой стрелке, чётное против часовой (то есть на двухпутных участках чётная внешняя сторона кольца, обычно II путь, нечётная внутренняя, обычно I путь)
- При этом чётность также сменяется на отдельных соединительных ветвях на радиальные направления, идущих соответствующим образом

Административно находится в трёх субъектах РФ:
- Участок на северо-востоке Арсаки — Александров — Бельково — Ветчи находится во Владимирской области (проходит по 3 районам)
- Участок на юго-западе Пожитково — Бекасово I — Вяткино длиной 49 км находится в Новой Москве (проходит по 1 округу из 12 — Троицкому)
- Остальные два больших участка 173 км — Сандарово (восток и юг) и 90 км — Пожитково (север и запад) находятся в Московской области (проходят по 13 городским округам)
- Станция Пожитково делится границей Москвы и МО поперёк пополам, небольшая часть Бекасово I (часть юго-западной горловины в районе деревни Бекасово (Московская область) и съезда на Нару) также находится в МО.

Пригородное пассажирское движение есть на всех участках и обслуживается АО «Центральная ППК» (кроме поезда Александров — Иваново, обслуживаемого АО «Северная ППК»). Поезда дальнего следования в малом количестве присутствуют только на некоторых участках.

### Подробное описание
Полностью кольцевую структуру нарушают следующие факты:
- В одном месте кольцо разделяется на две параллельные ветви, которые затем сходятся. Это участок Воскресенск — Ильинский Погост (между Казанским и Рязанским направлениями), на котором существуют две ветви: через Егорьевск (однопутная, «Егорьевская») и через Берендино / Лопатино (двухпутная).
- Отдельная ветвь «Жилёвская» отходит от кольца и примыкает к Павелецкому направлению южнее станции собственно пересечения с ним кольца. Это участок Жилёво — Яганово (между Павелецким и Рязанским направлениями). Изначально был основным ходом Большого кольца до построения участка Михнево — Яганово. Ветвь однопутная, на участке имеются промежуточные станции: Сотниково, Колычево и Шматово.
- При пересечении с радиальными направлениями может быть общая узловая станция или несколько своих узловых станций, связанных соединительными ветвями. В двух случаях участки кольца совмещены со значительными (более одной станции) участками радиальных направлений, то есть поезда идут по общей двухпутной линии; в двух — участок не совмещён, а идёт рядом по параллельным путям.

| Название радиального направления (приводятся по часовой стрелке) | Сторона света | Пункт пересадки                                       | Описание |
| ---------------------------------------------------------------- | ------------- | ----------------------------------------------------- | --- |
| Ленинградское (Главный ход ОЖД)                                  | северо-запад  | Поваровка / 142 км                                    | Поваровская развязка. Общей станции нет. На развязке три из пяти бывших съездов разобрано. Существующий съезд (две соединительные ветви связи МЖД и ОЖД) Поварово III — Поварово I не используется в пригородном пассажирском движении. Для пересадки в области пересечения используется пешеходная доступность двух платформ внутри развязки (у путепровода) — 142 км кольца и Поваровка радиального направления (последняя в границах Поварово I). Время в пути составляет примерно 15 минут, маршрут пролегает через частный сектор и лес. |
| Савёловское МЖД                                                  | север         | Совмещённый участок Икша — Яхрома/Дмитров             | Однопутный участок от Поварова примыкает к Икше с запада, вливаясь в направление на север (от Москвы). Однопутный участок из Александрова примыкает между станциями Яхрома и Дмитров (разветвляется на посту 87 км станции Иванцево, один путь на север к Дмитрову, один путь на юг к Яхроме и Икше). Для пересадки можно использовать любую из платформ данного участка (в том числе промежуточные), но в Дмитров заезжает только 1 пара электропоездов. |
| Ярославское МЖД                                                  | северо-восток | Совмещённый участок Пост 81 км — Александров          | Однопутный участок от Яхромы / Дмитрова примыкает с запада развязкой, вливаясь в направление на северо-восток (от Москвы) к посту 81 км. Александров (Александров I) — общая узловая станция пересадки, конечная для электропоездов с обеих сторон, находится на радиальном ходу в стороне от основного хода кольца. От Александрова дальнейшая ветвь на Бельково / Орехово-Зуево отходит на юг развязкой в юго-западной части станции (там же пост 108 км). Для пересадки можно использовать любую из платформ данного участка (в том числе промежуточные). По развязке через пост 108 км также имеются два пути (главный ход) со стороны Москвы на Александров II, минующие платформы станции Александров, но электропоездами не используются.                |
| Линия СЖД на Юрьев-Польский и Иваново                            | восток        | Бельково                                              | Узловая станция. Единственное на кольце примыкание направления, идущего не от Москвы. Это однопутная неэлектрифицированная линия СЖД на Иваново. Для пересадки можно использовать любой пункт на участке Александров — Бельково, так как поезд по линии ходит только «прямой» в/из Александрова. |
| Горьковское МЖД                                                  | восток        | Орехово-Зуево                                         | Одна узловая станция пересадки. Физически участок Орехово-Зуево — Крутое радиального направления проходит параллельно с кольцом, но платформ на Крутом на путях кольца нет (проходят в стороне от платформ). С путей кольца есть два съезда на радиальное направление в сторону Петушков (примыкание на посту 97 км), но электропоездами не используется. |
| Казанское МЖД                                                    | восток        | Куровская                                             | Узловая станция пересадки, конечная для электропоездов с обеих сторон, находится на радиальном ходу в стороне от основного хода кольца. Есть двухпутный перегон Давыдово — Нерская, минующий Куровскую, им пользуется часть электропоездов, заезжающая в Давыдово между Куровской и Нерской (на платформы Давыдова со сменой направления или при следовании по северной петле). |
| Между Казанским и Рязанским                                      | юго-восток    | Ильинский погост                                      | Узловая станция. К югу от станции Большое кольцо разветвляется на две ветви — двухпутную через Берендино и Лопатино на юго-запад и однопутную через Егорьевск II на юго-восток. |
| Рязанское МЖД                                                    | юго-восток    | Участок, параллельный радиальному 88 км — Воскресенск | К северо-востоку отходят две ветви Большого кольца на Ильинский Погост. Общей узловой станцией пересадки для них является Воскресенск. Участок с общим остановочным пунктом 88 км — только для ветви через Берендино / Лопатино (подходит с северной стороны, становясь параллельным направлению от Москвы). Ветвь от Егорьевска II подходит с южной стороны по направлению на Москву. В сторону Непецина на ходу кольца от Воскресенска находится пост 61 км, к которому примыкает съезд на радиальное напр-ие на Шиферную (не используется электропоездами). |
| Между Рязанским и Павелецким                                     | юго-восток    | Яганово                                               | Узловая станция. К западу от станции от кольца ответвляется отдельная однопутная ветвь на юго-запад на Жилёво. |
| Павелецкое МЖД                                                   | юг            | Михнево                                               | Узловая станция пересадки, находится на радиальном ходу в стороне от основного хода кольца. Главный двухпутный ход идёт к северу в обход станции Михнево, проходит через Пост 320 км и Пост 329 км, электропоездами не используется. Электропоездами используются ССВ от этих постов к станции, при транзитном движении смена направления не требуется. |
| Павелецкое МЖД                                                   | юг            | Жилёво                                                | Примыкание отдельной однопутной ветви Большого кольца с востока от Яганова. Находится южнее Михнева по ходу радиального направления (дальше от Москвы). |
| Курское МЖД                                                      | юг            | Столбовая                                             | Узловая станция пересадки, находится на радиальном ходу в стороне от основного хода кольца. Двухпутный перегон Сандарово — Детково главного хода, минующий Столбовую южнее, электропоездами не используется. Электропоездами используются ССВ от Деткова и Сандарова к Столбовой, при транзитном движении смена направления не требуется. |
| Киевское МЖД                                                     | юго-запад     | Бекасово I                                            | Общая узловая станция пересадки. По II главному пути возможно движение Пожитково — Бекасово-Сортировочное, минующее основную часть станции Бекасово I с пасс. платформами, но сейчас электропоездами не используется (при движении к Пожиткову используются дополнительные ССВ и частичное движение по I пути, смена направления не требуется). Прямые поезда от Киевского вокзала до станций Кресты и Детково проходят Бекасово I без остановки обходя станцию по ССВ напрямую к Посёлку Киевскому. |
| Смоленское (Белорусское) МЖД                                     | запад         | Кубинка I                                             | Общая узловая станция пересадки. II путь главного хода кольца: перегон Акулово — Кубинка II, минующий Кубинку I восточнее, электропоездами не используется (при движении к Кубинке II используются дополнительные ССВ, частичное движение по I пути, частичное левостороннее движение по одному из дополнительных главных путей безпаразитного съезда на Вязьму). В дни использования линии на Парк Патриот или же при критических нарушениях графика пригородные поезда следуют по восточной ССВ, минуя 211-й и 214-й километры без остановки. |
| Рижское МЖД                                                      | запад         | Манихино I / 165 км                                   | Узловая станция пересадки Манихино I, находится на радиальном ходу в стороне от основного хода кольца. Электропоезда заезжают в Манихино I по съезду от узловой станции кольца Манихино II с двойной сменой направления по этим станциям. Для пересадки также используется взаимная пешеходная доступность платформы кольца 165 км и станции Манихино I в районе к югу от развязки, что даёт поездам в некоторых случаях возможность не делать заезд к Манихино I в случае больших опозданий. Заезд в Манихино I используется электропоездами, как возможность пропуска товарных поездов в случае нештатных ситуаций. В ноябре 2023 года был случай, когда пригородный поезд провёл на станции 2 часа сверх расписания, пропуская составы по главному ходу БМО. |

- На кольце также есть большое количество ответвлений для грузового сообщения, в основном однопутных подъездных путей (ППЖТ) к различным предприятиям, складам и пр., часто заброшенных или разобранных.

- В частности, самая длинная и разветвлённая сеть подъездных со множеством пунктов — сеть ЗАО «ЖДЦех» (бывшая сеть АО «Фосфаты»/Подмосковного горнохимического комбината) в районе Хорлово — примыкания на посту 13 км, в горловине станции Воскресенск на Егорьевской ветви, путепровод над этой ветвью недалеко там же, бывший путепровод над главным ходом севернее Берендина (бо́льшая часть сети разобрана).
- В 2015 году построен неэлектрифицированный путь необщего пользования от станции Кубинка II в Парк «Патриот», по которому работало и пассажирское движение, на пути — промежуточная платформа Музей и конечная станция Парк «Патриот». Несколько раз в год на линию выходит рельсовый автобус РА3, курсирующий по временному маршруту Кубинка — Парк Патриот. В августе 2022 года по линии следовал скоростной поезд «Ласточка» сообщением Белорусский вокзал — Парк Патриот, имевший нумерацию поезда дальнего сообщения.

- На участке Александров — Орехово-Зуево, между Ветчи и 173 км ранее проходила грузовая узкоколейная железная дорога путепроводом над главным ходом Большого кольца. Соединяла Электрогорск и торфяные разработки в Московской и Владимирской областях (дорога Электрогорского ТПП, бывшее им. Классона). К концу XX века постепенно разбиралась, окончательно путепровод был демонтирован в 1994 году[29].
- На том же участке южнее станции Киржач проходила узкоколейная железная дорога Киржачского шёлкового комбината под главным ходом Большого кольца. Разобрана к концу 1980-х[30][31].

Почти все участки — двухпутные с 1960-х годов, отдельные перегоны — трёх- или четырёхпутные (узловые станции и ССВ) но есть и однопутные участки:
- Главный ход:
  - Наугольный — Дмитров / Яхрома (не построен изначально — сложный рельеф, холмистая местность, но начал строиться в 2012—2013 годах)
  - Икша — Поварово II (ранее участок Белый Раст — Поварово II был двухпутным, южный путь перестал использоваться в 1996 году, демонтирован в 2001 году)
  - Егорьевская ветвь Воскресенск — Егорьевск — Ильинский Погост (одна из двух параллельных ветвей Большого кольца между Воскресенском и Ильинским погостом, вторая ветвь через Берендино и Лопатино двухпутная)
  - Жилёвская ветвь Жилёво — Яганово (съезд Шматово — Жилёво ранее был двухпутным, но второй путь с путепроводом над радиальным направлением был заброшен и к концу 2000-х разобран)
- Другие участки, где электропоездами используется только один путь:
- Бекасово-Центральное — Мачихино (хотя главные пути на станции Бекасово-Сортировочное есть обоих направлений с двух сторон станции, электропоезда работают только с южной стороны, поэтому однопутный участок (II путь) с платформами 240 км и 241 км, а на участке Бекасово I — Бекасово-Центральное есть ещё один IV путь для движения в обратном направлении)
- 283 км — Столбовая (съезд/соединительная ветвь, ранее был двухпутным, парная ветвь разобрана)
- Детково — Столбовая (съезд/соединительная ветвь)
- Михнево — Пост 329 км (данный участок с пл. 328 км ранее был двухпутным, но после постройки спрямления кольца мимо Михнева (начало 80-х) второй путь с путепроводом над радиальным направлением был разобран (сам путепровод демонтирован в конце 2000-х, но путь был заброшен ранее))
- Манихино II — Манихино I. Хотя существуют три ССВ между станциями, электропоездами используется только один путь западного съезда для попадания на отдельную западную платформу в Манихино I, из-за такого движения возникают две длительные стоянки со сменой направления движения.
- Бекасово I — Пожитково. Хотя перегон трёхпутный, электропоезда при движении к Пожиткову после ССВ от Киевского напр. идут по неправильному I пути в выемке до горловины Пожиткова. В 1990-е один из рейсов следовал от пос. Киевский в Пожитково, минуя платформы Бекасово I по II пути, таким образом используя второй путь перегона.
- Александров — Александров II. Используется только одна из ветвей четырёхпутного перегона, которая идёт к платформам на ст. Александров (остальные не позволяют попасть к платформам).

На некоторых участках Большое кольцо ранее проходило в стороне от текущей линии. Изменения линии происходили для спрямления или других целей. Это происходило в том числе при строительстве второго пути в 1960-х годах. Бывшие участки можно найти по насыпям/просекам, также они видны на спутниковых снимках.
- Кресты — Чернецкое, Чернецкое — Сандарово. Ранее линия проходила на первом участке севернее Новогромова, на втором — южнее 274 км и Вяткина. Первоначальная линия Большого кольца также строилась не с нуля, ранее там была подъездная железная дорога от Сандарова к Воронову.
- Детково — Повадино. Ранее однопутная линия проходила севернее 294 км и 298 км.
- Манихино I — Лукино. Ранее линия делала крюк на запад, объезжая реку Истру, мост через неё был в другом месте, линия вливалась в Манихино. Первоначальная линия Большого кольца также строилась не с нуля, ранее там была узкоколейная железная дорога Манихино — Ивановское для вывоза торфа.
- 71 км — 74 км (на участке Пост 81 км — Яхрома/Дмитров). Ранее линия делала петлю на север.
- Поварово II — 128 км. Разобранный второй путь проходит в отдалении в районе реки Клязьмы. Стал «бывшим» вместе с мостом через Клязьму.
- Бухарово — 120 км. Двойная петля на юг в районе Рогачёвского шоссе (был переезд)[32].
- Александров — Карабаново. До строительства развязки с Большим кольцом линия проходила восточнее Александрова II. Сейчас там подъездной путь, разобранный в южной части.
- Дулёво. Ранее линия проходила на востоке, с другой стороны города Ликино-Дулёво были две другие станции — Ликино и Дулёво. Сейчас там подъездной путь.
- Давыдово. Ранее линия обходила западнее. Сейчас там ветка на базу запаса вагонов с северной части (съезд переделан на юг), в южной части нет связи.
- Поварово III — Жилино. Ранее линия проходила восточнее места, где находится заброшенное депо, пересекала текущую линию перпендикулярно в районе пл. Депо, а до Жилина — западнее текущей линии.
- Пост 87 км — Иванцево. Ранее линия проходила в выемке чуть севернее текущей колеи.
- Бельково — Щёлково — начатая в 1930-е годы строиться ветка, работы по которой были остановлены. Такая линия могла бы быть недостающей перемычкой прямого пути из Москвы в Иваново с учётом линии Бельково — Иваново СЖД. Следы масштабной стройки остались до сих пор.

Также на развязках в 80-х-2000-х некоторые соединительные ветви (ССВ) перестали использоваться и впоследствии были заброшены, после чего некоторые были демонтированы, иногда — вместе с путепроводом, по которому проходила данная ССВ.
- Развязка Поварово. Из пяти ССВ три были разобраны (Поварово II — Поварово I, Москва — Поварово II, Поварово III — Москва).
- Столбовая. Разобрана ССВ 283 км — Столбовая, проходившая к западной стороне станции (без путепровода)
- Михнево. ССВ Михнево — 328 км по путепроводу от западной стороны станции — заброшена и разобрана (сам путепровод демонтирован примерно в 2009 году). Также разобрана ветвь северо-западнее пл. 328 км, от Михнева заворот обратно к Усадам-Окружным.
- Жилёво. ССВ по путепроводу от Яганова к западной стороне станции заброшена (путепровод разобран в 2009 году)
- Воскресенск — бывшая ССВ к Егорьевску II по ходу не от Москвы (как существующая), а к Москве.
- Орехово-Зуево. ССВ из Войнова к Поточину заброшена в 1990-е и затем разобрана.
- Ветви Кубинка I — Кубинка II (в сторону перегона от Кубинки II на Акулово) и южная петля на развязке в Куровской разбирались, но были восстановлены.

Разобранные или заброшенные пути/платформы на станциях и остановочных пунктах.
- Бекасово I. В начале 2000-х разобрана боковая (северная) высокая платформа на 2 вагона вместе с путём. Использовалась для поездов из/в Кубинку (в обе стороны по ССВ) — как «прямыми» на Белорусское направление, так и просто по кольцу.
- Бекасово-Центр, заброшенная (с начала 1980-х) платформа на I пути к северу от станции Бекасово-Сортировочное, в 2013 году снесена.
- Ветка Поварово II — Белый Раст — заброшены платформы со стороны разобранного одного из путей данного участка.
- Не работает/заброшена платформа у разобранного пути: Карабаново, Драчёво, Лопатино, 328 км, Лукино, Санино, Мякинино
- Не работает / заброшена платформа у существующего пути: Усады-Окружные, Яхрома, Жилёво

### Следование поездов по пересечениям
Грузовые и скорые поезда могут следовать по любым существующим развязкам на пересечениях, хотя на некоторых из них отдельные соединительные пути и путепроводы разобраны или заброшены (например, в районе Поварово разобраны три из пяти соединительных ветвей).
Электропоезда по Большому кольцу обычно следуют по соединительным ветвям так, что остановка на станции пересечения происходит естественным образом по ходу следования — на отдельной платформе (часто низкой) или на совместной платформе с электропоездами радиального направления. Но бывают исключения, когда на остановке происходит смена направления движения электропоезда (что занимает дополнительное время) или электропоезд следует по соединительной ветви, минуя станцию пересечения. Также, поезд может иметь стоянку по расписанию для смены бригады даже без смены направления.
| Узловая станция                | Особенности следования |
| ------------------------------ | --- |
| Бекасово I                     | Электропоезда только по кольцу могут прибывать на высокую платформу, предназначенную для поездов радиального направления, в то время, как есть низкая специально для поездов Большого кольца. В предыдущие годы были электропоезда, следовавшие со стороны Столбовой на Пожитково (Кубинку), минуя Бекасово I (объезд по соединительным ветвям), иногда это не было отражено в расписаниях. Также, при занятости путей возможна смена направления поезда со стоянкой на Бекасово I (проезд к Пожитково по соединительной ветви). «Прямые» электропоезда из/на Москву-Киевскую следуют в обе стороны по ветви № 5 без заезда к платформам Бекасово I (до графика лета 2014 так следовали только в сторону Москвы, с лета 2014 до графика с декабря 2017 в сторону Москвы и из Москвы во второй половине дня). «Прямые» из/на Апрелевку — то же самое за исключением одного рейса (1 по будням, другой 1 по выходным) из Апрелевки: при следовании использует один из двух вариантов: или осуществляется длительная остановка на одной из платформ Бекасово I со сменой направления поезда, или без пересечения главного хода Киевского направления идёт объезд через ветви вблизи Пожитково (фактически, разворот) с прибытием на Бекасово I на низкую платформу с противоположной стороны, что по времени примерно одинаково. |
| Съезд Манихино II — Манихино I | По расписанию лета 2013 года все электропоезда заезжают в Манихино I. Для этого при следовании из Кубинки на станции Манихино II меняется направление поезда, далее идёт следование на Манихино I, где опять меняется направление, следование на Манихино II и далее на Поварово. Таким образом, получается двойная потеря времени на стоянки. При обратном пути всё происходит наоборот (стоянка в Манихино I, затем в Манихино II). До лета 2012 года некоторые электропоезда не заезжали в Манихино I по штатному расписанию (до лета 2011 года значительное количество, в 2011—2012 — пол-пары из трёх). Сейчас это может происходить при опоздании поезда, чтобы наверстать время за счёт отсутствия двойной смены направления (Для пересадки в этом случае используется пл.165 км). |
| Яхрома / Дмитров               | Проезд на линию к Александрову может осуществляться как от Яхромы, минуя Дмитров, так и с заездом в Дмитров со стоянкой и сменой направления поезда (обратно те же варианты). С графика декабря 2017 года все транзитные поезда кольца следуют без заезда в Дмитров, кроме пары Александров—Дмитров. Ранее были также «прямые» поезда, и в целом часть рейсов заезжала в Дмитров со стоянкой. |
| Куровская                      | Не является транзитной для поездов кольца (иначе следование могло бы осуществляться только со стоянкой и сменой направления). Движение в сторону Воскресенска и обратно может быть осуществлено напрямую на Ильинский погост (по прямой ветви или по северной петле формально через стрелки станции Давыдово без пересечения главного хода Казанского направления) на юг или с заездом в Давыдово, стоянкой там и сменой направления (заезд осуществляется, несмотря на то, что эта станция находится севернее по кольцу и является транзитной станцией для поездов в/от Орехово-Зуево). Поезда кольца используют оба варианта по расписанию, «прямые» поезда никогда не заезжают в Давыдово. |
| Воскресенск                    | При следовании электропоезда транзитом со стороны Егорьевска II на Яганово осуществляется стоянка на станции Воскресенск вне платформ (из-за отсутствия нужных стрелочных съездов) со сменой направления поезда. |

### Пересечения с основными автодорогами
Большое кольцо МЖД пересекает все радиальные автомобильные дороги от Москвы — большей частью под путепроводами или на путепроводах, также имеются железнодорожные переезды. Также есть пересечения с окружными автомобильными дорогами — 3 раза пересечение с A107 Московским Малым Кольцом, 4 раза с А108 Московским Большим Кольцом. Восточное полукольцо Большого кольца МЖД почти полностью находится вне А108, западная и юго-западная части — между окружными дорогами, а два участка на северо-западе — внутри A107. Кроме того, Большое кольцо МЖД пересекает значительное количество дорог местного значения, улиц городов и посёлков, просёлочных, в том числе грунтовых, имеется большое количество переездов.
| Пересекаемая дорога                             | Ближайший населённый пункт                      | Участок кольца                                            | Тип пересечения |
| ----------------------------------------------- | ----------------------------------------------- | --------------------------------------------------------- | --- |
| М8 «Холмогоры» (Ярославское шоссе)              | дер. Суропцово (Сергиево-Посадский р-н МО)      | 90 км — Бужаниново                                        | Путепровод над железной дорогой |
| А108 Московское большое кольцо                  | дер. Наугольное (Сергиево-Посадский р-н МО)     | Пост 81 км — Наугольный                                   | Переезд |
| Старое Ярославское шоссе                        | дер. Наугольное (Сергиево-Посадский р-н МО)     | Пост 81 км — Наугольный                                   | Путепровод над шоссе |
| Р104 Новоугличское шоссе                        | г. Сергиев Посад (МО)                           | 39 км (40 км) — Бубяково                                  | Переезд |
| А104 Дмитровское шоссе                          | пос.Деденево (Дмитровский р-н МО)               | Яхрома — Турист                                           | Путепровод над шоссе, на восток переходит в мост над Каналом имени Москвы. |
| А104 Дмитровское шоссе                          | пос.Деденево (Дмитровский р-н МО)               | Турист — Морозки                                          | Путепровод над железной дорогой. Ранее западнее был переезд. |
| А107 Московское малое кольцо                    | дер. Варварино (Дмитровский р-н МО)             | Морозки — Икша                                            | Путепровод над железной дорогой |
| А104 Дмитровское шоссе                          | пос. Трудовая (Мытищинский р-н МО)              | 109 км — Белый Раст                                       | Путепровод над железной дорогой |
| Р113 Рогачёвское шоссе                          | дер. Акишево, дер. Глазово (Дмитровский р-н МО) | 120 км — Бухарово                                         | Путепровод над шоссе |
| М10 «Россия» (Ленинградское шоссе)              | дер.Радумля (Солнечногорский р-н МО)            | 128 км — Поварово II                                      | Два путепровода над шоссе вплотную друг к другу. Северный для действующего пути, на южном путь не демонтирован, несмотря на демонтаж всего пути на данном участке. До 1979 года на этом месте был переезд. По этому участку шоссе проходит участок кольцевого движения, так как А107 разрывается Ленинградским шоссе. |
| А107 Московское малое кольцо                    | с. Алабушево (Солнечногорский р-н МО)           | Депо — Жилино                                             | Путепровод над железной дорогой |
| Пятницкое шоссе                                 | дер.Жилино-МПС (Солнечногорский р-н МО)         | Жилино — 155 км                                           | Путепровод над железной дорогой |
| Волоколамское шоссе                             | дер. Высоково (Истринский р-н МО)               | Манихино II — Манихино I (ССВ)                            | Путепровод над железной дорогой на севере Манихинской железнодорожной развязки. |
| Волоколамское шоссе                             | дер. Высоково (Истринский р-н МО)               | Манихино II — 165 км                                      | Путепровод над железной дорогой на севере Манихинской железнодорожной развязки. |
| А107 Московское малое кольцо                    | пос. Станции Манихино (Истринский р-н МО)       | Манихино II — Манихино I (ССВ); Манихино I — 165 км (ССВ) | Путепровод над железной дорогой к западу от Манихинской железнодорожной развязки. Под путепроводом кроме ССВ кольца находятся пути Рижского направления МЖД. |
| А107 Московское малое кольцо                    | пос. Станции Манихино (Истринский р-н МО)       | Манихино II — 165 км                                      | Путепровод над железной дорогой к югу от Манихинской железнодорожной развязки. |
| М9 «Балтия» (Новорижское шоссе)                 | дер. Лукино (Истринский р-н МО)                 | 174 км — 177 км                                           | Два путепровода над железной дорогой в 20 метрах друг от друга. |
| Каринское шоссе                                 | г. Звенигород (МО)                              | Дюдьково — 190 км                                         | Переезд. По некоторым данным, здесь снимался эпизод из фильма Невероятные приключения итальянцев в России. |
| А100 Можайское шоссе                            | г. Кубинка (Одинцовский р-н МО)                 | Кубинка II — 211 км                                       | Переезд |
| А100 Можайское шоссе                            | пос. Репище (Одинцовский р-н МО)                | Кубинка I — 211 км                                        | Два путепровода над шоссе в 30 метрах друг от друга (западный для одного пути ССВ, восточный для трёх путей) |
| М1 «Беларусь» (Минское шоссе)                   | пос. Репище (Одинцовский р-н МО)                | Кубинка I — 211 км                                        | Два путепровода над шоссе в 20 метрах друг от друга (западный для двух путей, восточный для одного) |
| М1 «Беларусь» (Минское шоссе)                   | г. Кубинка (Одинцовский р-н МО)                 | Кубинка II — 211 км                                       | Путепровод над железной дорогой |
| Кубинское/Наро-Фоминское шоссе                  | г. Кубинка (Одинцовский р-н МО)                 | Кубинка II — 211 км                                       | Путепровод над железной дорогой |
| Кубинское/Наро-Фоминское шоссе                  | пос. Кубинка-10 (Одинцовский р-н МО)            | Акулово — 221 км                                          | Переезд |
| М3 «Украина» (Киевское шоссе)                   | пос. Киевский (Троицкий округ Москвы)           | Бекасово I — Посёлок Киевский                             | Путепровод над шоссе |
| А101 Калужское шоссе                            | дер. Львово (Троицкий округ Москвы)             | Кресты — Новогромово                                      | Путепровод над железной дорогой. На севере до путепровода Калужское шоссе вливается в Варшавское шоссе (Старая Варшавская дорога). До постройки данного участка Большого кольца Старая Калужская дорога проходила на месте ст. Кресты, перекрёсток был южнее в дер. Кресты.                                           |
| Варшавское шоссе / Старое Симферопольское шоссе | дер. Детково (Чеховский р-н МО)                 | Столбовая — Детково (ССВ); Сандарово — Детково            | Путепровод над шоссе, из трех параллельных частей. Южная — один путь ССВ на юг Курского направления МЖД, северная — один путь ССВ на Столбовую, центральная — два пути на Сандарово. |
| М2 «Крым» (Симферопольское шоссе)               | дер.Углешня (Чеховский р-н МО)                  | Детково — 294 км                                          | Путепровод над железной дорогой. Тремястами метрами севернее находится путепровод над бывшим однопутным ходом Большого кольца. |
| М4 «Дон» (Каширское шоссе)                      | пгт. Михнево (Ступинский р-н МО)                | Усады-Окружные — 332 км; Усады-Окружные — Михнево (ССВ)   | Два путепровода над железной дорогой в 20 метрах друг от друга (каждый для движения в свою сторону). |
| Каширское шоссе (дублёр)                        | пгт. Михнево (Ступинский р-н МО)                | Усады-Окружные — 332 км; Усады-Окружные — Михнево (ССВ)   | Два последовательных путепровода над железной дорогой, Северный через основной ход на 332 км и ССВ от Михнево. Южнее в 80 метрах — через ССВ на Михнево. |
| А108 Московское большое кольцо                  | пгт. Малино (Ступинский р-н МО)                 | Малино — 341 км                                           | Путепровод над железной дорогой |
| Новорязанское шоссе (дублёр)                    | пос. Станции Непецино (Коломенский р-н МО)      | Непецино — Ратчино                                        | Путепровод над железной дорогой |
| М5 «Урал» (Новорязанское шоссе)                 | дер. Андреевка (Коломенский р-н МО)             | Непецино — Ратчино                                        | Путепровод над шоссе |
| Р105 Егорьевское шоссе                          | с. Ильинский Погост (Орехово-Зуевский р-н МО)   | Ильинский Погост — Нерская                                | Путепровод над железной дорогой |
| Р106                                            | г. Куровское (Орехово-Зуевский р-н МО)          | Нерская — Давыдово Нерская — Куровская                    | Путепровод над железной дорогой |
| А108 Московское большое кольцо                  | г. Куровское (Орехово-Зуевский р-н МО)          | Нерская — Давыдово Куровская — Давыдово (ССВ)             | Путепровод над железной дорогой |
| Носовихинское шоссе                             | г. Ликино-Дулёво (Орехово-Зуевский р-н МО)      | Руново — Дулёво                                           | Переезд |
| А108 Московское большое кольцо                  | г. Ликино-Дулёво (Орехово-Зуевский р-н МО)      | Дулёво — 122 км                                           | Путепровод над шоссе |
| М7 «Волга» (Горьковское шоссе)                  | дер. Поточино (Орехово-Зуевский р-н МО)         | Поточино — 178 км                                         | Два путепровода над железной дорогой в 30 метрах друг от друга |
| А103                                            | г. Киржач (Владимирская обл.)                   | Илейкино — Киржач                                         | Путепровод над железной дорогой |

### Пересечения с реками и каналами
Большое кольцо на всём своём протяжении пересекает около 30 рек и Канал имени Москвы. Крупные реки пересекаются по мостам, более маленькие протекают под путями по коллекторам/трубам. Две самые крупные реки Московской области пересекаются по два раза: река Клязьма — на северо-западе и на востоке, Москва-река — на западе и на юго-востоке.
| Река                    | Ближайший населённый пункт                                  | Участок кольца                                 | Примечание |
| ----------------------- | ----------------------------------------------------------- | ---------------------------------------------- | --- |
| Чёрная                  | г. Струнино (Александровский р-н Владимирской обл)          | Александров-1 — Струнино                       | Коллектор под путями |
| Пичкура                 | г. Струнино (Александровский р-н Владимирской обл)          | Струнино — Арсаки                              | Коллектор под путями |
| Молокча                 | пос. Имени Ленина (Александровский р-н Владимирской обл)    | Арсаки — Бужаниново                            | Коллектор под путями. По реке проходит граница Московской и Владимирской областей. |
| Воря                    | дер. Прокшино (Сергиево-Посадский р-н МО)                   | Жёлтиково — 61 км (62 км)                      | Мост. Ранее был старый мост, рядом с которым построен новый. |
| Хамиловка               | г. Дмитров (МО)                                             | Пост 87 км — Дмитров                           | Коллектор под путями. |
| Канал имени Москвы      | дер. Медведково (Дмитровский р-н МО)                        | Яхрома — Турист                                | Яхромский мост. Охраняемый. |
| Базаровка               | пгт.Икша (Дмитровский р-н МО)                               | Икша — 109 км                                  | Два моста в 50 метрах друг от друга. Западный для двух путей — путь Большого кольца на/от 136 км и путь Савёловского направления в Москву. Восточный для одного пути Савёловского направления от Москвы.                                                                                |
| Волгуша                 | дер. Овсянниково (Дмитровский р-н МО)                       | 116 км — 120 км                                | Коллектор под путями. |
| Клязьма                 | дер.Радумля (Солнечногорский р-н МО)                        | 128 км — Поварово II                           | Два моста в 500 метрах друг от друга (два пути кольца изначально расходились на 350 метров друг от друга на данном участке, пересекая реку). Северный мост действует, путь южного моста демонтирован (как и на всём участке Поварово-2 — Белый Раст), но мост не подвергался демонтажу. |
| Радомля                 | пгт. Поварово (Солнечногорский р-н МО)                      | 142 км — Поварово III                          | Коллектор под путями. |
| Истра                   | дер.Обновлённый Труд (Истринский р-н МО)                    | 165 км — Лукино                                | Два моста в 30 метрах друг от друга, на разной высоте. Старый мост более высокий. Высота значительная. До реконструкции 60-х путь Большого кольца, делая крюк, проходил по другому мосту через Истру в 3 км северо-западнее (от него остались только опоры).                            |
| Сторожка                | Посёлок дома отдыха «Караллово» (Одинцовский р-н МО)        | 183 км — Дюдьково                              | Два моста в 50 метрах друг от друга для двух путей кольца. |
| Москва                  | г. Звенигород (МО)                                          | 190 км — 190 км                                | Мост. |
| Сетунь                  | г. Кубинка (Одинцовский р-н МО)                             | Кубинка II — Кубинка I                         | Коллекторы под путями кольца, Смоленского направления, ССВ. |
| Трасна                  | г. Кубинка (Одинцовский р-н МО)                             | 211 км — 214 км                                | Коллекторы под путями в районе путепровода с обменом путей. |
| Мята (Дуденка, Песочня) | дер. Акулово (Одинцовский р-н МО)                           | 214 км — Акулово                               | Коллектор под путями. |
| Иневка                  | дер. Головеньки, дер.Малые Семенычи (Наро-Фоминский р-н МО) | Акулово — 221 км                               | Коллектор под путями. |
| Лубянка                 | нет                                                         | 221 км — Пожитково                             | Коллектор под путями. |
| Гвоздня                 | пос.Разъезда Пожитково (Троицкий округ Москвы)              | 221 км — Пожитково                             | Коллектор под путями. |
| Городенка               | пгт. Малино (Ступинский р-н МО)                             | Малино — 341 км                                | Мост. |
| Каширка                 | c.Верзилово (Ступинский р-н МО)                             | Шматово — Колычево                             | Мост. |
| Сукуша                  | дер. Новоселки (Ступинский р-н МО)                          | Яганово — Лютик                                | Мост. |
| Северка                 | Горностаево (Коломенский р-н МО)                            | Осенка — Непецино                              | Мост. |
| Москва                  | г. Воскресенск (МО)                                         | Ратмирово — Воскресенск                        | Неверовский мост. Ранее по нему также осуществлялось автомобильное движение (с двух сторон от железнодорожного полотна. Сейчас открыт только для пешеходов. |
| Десна                   | с. Ильинский Погост (Орехово-Зуевский р-н МО)               | 32 км — Ильинский Погост                       | Мост. |
| Гуслица                 | дер. Цаплино (Орехово-Зуевский р-н МО)                      | Ильинский Погост — Нерская                     | Два моста в 10 метрах для каждого из путей. |
| Боронка                 | дер. Слободище (Орехово-Зуевский р-н МО)                    | Ильинский Погост — Нерская                     | Два моста в 10 метрах для каждого из путей. |
| Нерская                 | г. Куровское (Орехово-Зуевский р-н МО)                      | Нерская — Давыдово; Куровская — Давыдово (ССВ) | Два моста. Один для основного хода двух путей, минуя станцию Куровская. Второй 90 метрами восточнее для однопутной ССВ к станции Куровская. |
| Понорь                  | дер.Ненилово (Орехово-Зуевский р-н МО)                      | Давыдово — Руново                              | Мост. |
| Липица                  | дер. Коротково (Орехово-Зуевский р-н МО)                    | Руново — Дулёво                                | Два моста в 10 метрах для каждого из путей. |
| Клязьма                 | г. Орехово-Зуево (МО)                                       | 185 км — Поточино                              | Два моста для каждого из двух путей в 30 метрах друг от друга. До реконструкции кольца 60-х годов был другой мост, проходивший западнее, колея шла на месте нынешнего озера Амазонка.                                                                                                   |
| Черник                  | дер. Дворищи (Киржачский р-н Владимирской обл.)             | Илейкино — Киржач                              | |
| Серая                   | дер. Зеленцино (Александровский р-н Владимирской обл.)      | Бельково — 126 км                              | Два моста в 10 метрах для каждого из путей. |

## Раздельные и остановочные пункты
Всего на главном ходу Большого кольца (включая Жилёвскую и Егорьевскую ветви) 44 станции и 6 путевых постов (включая 12 станций и 1 пост, являющихся одновременно пунктами радиальных направлений). Также имеются соединительные ветви от гл. хода к другим 8 станциям и 1 посту радиальных направлений.
Все станции, кроме Егорьевск I и Лопатино, имеют одноимённую пассажирскую платформу, в границах постов платформ нет. Кроме того, имеются дополнительные 84 остановочных пункта для пассажиров, 12 из которых находятся в границах неодноимённых станций (5 станций содержат более одного о. п.).
| Класс (кол-во)                      | Сортировочные | Грузовые | Участковые | Промежуточные | Путевые посты |
| ----------------------------------- | --- | --- | --- | --- | --- |
| Внеклассные (3)                     | Бекасово-Сортировочное, Орехово-Зуево | Воскресенск | | | |
| 1 (1+1)                             | | | Александров (I), Куровская | | |
| 2 (1+2)                             | | | Дмитров, Кубинка I | Михнево | |
| 3 (14+2)                            | | Егорьевск I | Поварово III | Александров II, Бекасово I, Берендино, Бужаниново, Давыдово, Детково, Жилёво, Икша, Киржач, Кресты, Манихино I, Наугольный, Поварово II, Столбовая | |
| 4 (21+3 и 2 поста)                  | | | | Акулово, Арсаки, Белый Раст, Бельково, Дрезна, Дулёво, Жёлтиково, Ильинский Погост, Карабаново, Костино, Кубинка II, Малино, Манихино II, Непецино, Нерская, Пожитково, Поточино, Сандарово, Струнино, Усады-Окружные, Шиферная, Яганово, Яхрома, Поварово I | Пост 81 км, Пост 61 км |
| 5 (4 и 4+1 постов)                  | | | | Иванцево, Лопатино, Лукино, Сотниково | Пост 97 км, Пост 320 км, Пост 329 км, Пост 13 км, Пост 163 км |
| Ост. пункты в границах станций (12) | 214 км (станция Акулово), Посёлок Киевский, Бекасово-Центральное, 240 км, 241 км, Мачихино (все пять — станция Бекасово-Сортировочное), 122 км, Центральный блокпост, Депо (Орехово-Зуево), Северный (все четыре — станция Орехово-Зуево, нетарифные), Егорьевск II (станция Егорьевск I) | 214 км (станция Акулово), Посёлок Киевский, Бекасово-Центральное, 240 км, 241 км, Мачихино (все пять — станция Бекасово-Сортировочное), 122 км, Центральный блокпост, Депо (Орехово-Зуево), Северный (все четыре — станция Орехово-Зуево, нетарифные), Егорьевск II (станция Егорьевск I) | 214 км (станция Акулово), Посёлок Киевский, Бекасово-Центральное, 240 км, 241 км, Мачихино (все пять — станция Бекасово-Сортировочное), 122 км, Центральный блокпост, Депо (Орехово-Зуево), Северный (все четыре — станция Орехово-Зуево, нетарифные), Егорьевск II (станция Егорьевск I) | 214 км (станция Акулово), Посёлок Киевский, Бекасово-Центральное, 240 км, 241 км, Мачихино (все пять — станция Бекасово-Сортировочное), 122 км, Центральный блокпост, Депо (Орехово-Зуево), Северный (все четыре — станция Орехово-Зуево, нетарифные), Егорьевск II (станция Егорьевск I) | 214 км (станция Акулово), Посёлок Киевский, Бекасово-Центральное, 240 км, 241 км, Мачихино (все пять — станция Бекасово-Сортировочное), 122 км, Центральный блокпост, Депо (Орехово-Зуево), Северный (все четыре — станция Орехово-Зуево, нетарифные), Егорьевск II (станция Егорьевск I) |
| Ост. пункты в границах станций (12) | 142 км (частично в границах Поварово III, частично на перегоне), 88 км (частично в границах Воскресенска, частично на перегоне) | | | | |
| Ост. пункты на перегонах (72)       | 90 км, 83 км, 81 км, 40 км (39 км), Бубяково, 47 км, 62 км (61 км), 68 км (69 км), 71 км, 74 км, Драчёво, 80 км (нетарифная), Турист, Морозки, 109 км, 116 км (115 км), 120 км, Бухарово, 128 км, Депо (Поварово), Жилино, 155 км, 159 км, 165 км, 174 км, 177 км (178 км), 183 км, Дюдьково, 190 км (189 км), 192 км (191 км), Ястребки, 199 км (198 км), 211 км, 221 км, 250 км, 252 км, Новогромово, Чернецкое, 274 км, Вяткино, 283 км, 294 км (секретная, нетарифная), 298 км (секретная, нетарифная), Повадино, 309 км, 312 км, 328 км, 332 км, 341 км, Шматово, Колычево, Лютик, Мякинино, Шубатово, Лесные дары, Шкинь, Осенка, Ратмирово, Лопатино, Хорлово, Рудниковская, 32 км, 178 км, 173 км, Ветчи, Красный Луч, Санино, Пл. Янтарная, Илейкино, Пл. Мишкин Лес, Пл. Зеленцино | 90 км, 83 км, 81 км, 40 км (39 км), Бубяково, 47 км, 62 км (61 км), 68 км (69 км), 71 км, 74 км, Драчёво, 80 км (нетарифная), Турист, Морозки, 109 км, 116 км (115 км), 120 км, Бухарово, 128 км, Депо (Поварово), Жилино, 155 км, 159 км, 165 км, 174 км, 177 км (178 км), 183 км, Дюдьково, 190 км (189 км), 192 км (191 км), Ястребки, 199 км (198 км), 211 км, 221 км, 250 км, 252 км, Новогромово, Чернецкое, 274 км, Вяткино, 283 км, 294 км (секретная, нетарифная), 298 км (секретная, нетарифная), Повадино, 309 км, 312 км, 328 км, 332 км, 341 км, Шматово, Колычево, Лютик, Мякинино, Шубатово, Лесные дары, Шкинь, Осенка, Ратмирово, Лопатино, Хорлово, Рудниковская, 32 км, 178 км, 173 км, Ветчи, Красный Луч, Санино, Пл. Янтарная, Илейкино, Пл. Мишкин Лес, Пл. Зеленцино | 90 км, 83 км, 81 км, 40 км (39 км), Бубяково, 47 км, 62 км (61 км), 68 км (69 км), 71 км, 74 км, Драчёво, 80 км (нетарифная), Турист, Морозки, 109 км, 116 км (115 км), 120 км, Бухарово, 128 км, Депо (Поварово), Жилино, 155 км, 159 км, 165 км, 174 км, 177 км (178 км), 183 км, Дюдьково, 190 км (189 км), 192 км (191 км), Ястребки, 199 км (198 км), 211 км, 221 км, 250 км, 252 км, Новогромово, Чернецкое, 274 км, Вяткино, 283 км, 294 км (секретная, нетарифная), 298 км (секретная, нетарифная), Повадино, 309 км, 312 км, 328 км, 332 км, 341 км, Шматово, Колычево, Лютик, Мякинино, Шубатово, Лесные дары, Шкинь, Осенка, Ратмирово, Лопатино, Хорлово, Рудниковская, 32 км, 178 км, 173 км, Ветчи, Красный Луч, Санино, Пл. Янтарная, Илейкино, Пл. Мишкин Лес, Пл. Зеленцино | 90 км, 83 км, 81 км, 40 км (39 км), Бубяково, 47 км, 62 км (61 км), 68 км (69 км), 71 км, 74 км, Драчёво, 80 км (нетарифная), Турист, Морозки, 109 км, 116 км (115 км), 120 км, Бухарово, 128 км, Депо (Поварово), Жилино, 155 км, 159 км, 165 км, 174 км, 177 км (178 км), 183 км, Дюдьково, 190 км (189 км), 192 км (191 км), Ястребки, 199 км (198 км), 211 км, 221 км, 250 км, 252 км, Новогромово, Чернецкое, 274 км, Вяткино, 283 км, 294 км (секретная, нетарифная), 298 км (секретная, нетарифная), Повадино, 309 км, 312 км, 328 км, 332 км, 341 км, Шматово, Колычево, Лютик, Мякинино, Шубатово, Лесные дары, Шкинь, Осенка, Ратмирово, Лопатино, Хорлово, Рудниковская, 32 км, 178 км, 173 км, Ветчи, Красный Луч, Санино, Пл. Янтарная, Илейкино, Пл. Мишкин Лес, Пл. Зеленцино | 90 км, 83 км, 81 км, 40 км (39 км), Бубяково, 47 км, 62 км (61 км), 68 км (69 км), 71 км, 74 км, Драчёво, 80 км (нетарифная), Турист, Морозки, 109 км, 116 км (115 км), 120 км, Бухарово, 128 км, Депо (Поварово), Жилино, 155 км, 159 км, 165 км, 174 км, 177 км (178 км), 183 км, Дюдьково, 190 км (189 км), 192 км (191 км), Ястребки, 199 км (198 км), 211 км, 221 км, 250 км, 252 км, Новогромово, Чернецкое, 274 км, Вяткино, 283 км, 294 км (секретная, нетарифная), 298 км (секретная, нетарифная), Повадино, 309 км, 312 км, 328 км, 332 км, 341 км, Шматово, Колычево, Лютик, Мякинино, Шубатово, Лесные дары, Шкинь, Осенка, Ратмирово, Лопатино, Хорлово, Рудниковская, 32 км, 178 км, 173 км, Ветчи, Красный Луч, Санино, Пл. Янтарная, Илейкино, Пл. Мишкин Лес, Пл. Зеленцино |

- Все станции и посты, кроме двух крупнейших станций, являются структурными подразделениями четырёх центров организации работы железнодорожных станций Московской дирекции управления движением: Московско-Курского ДЦС-1, Рязанского ДЦС-2, Московско-Смоленского ДЦС-3, Московско-Горьковского ДЦС-8. В ДЦС-3 входят станции Московско-Смоленского региона (кроме Бекасово-Сортировочное), в ДЦС-2 Московско-Рязанского, в ДЦС-1 участок от Наугольного до Поточино, Пост 97 км и Столбовая, в ДЦС-8 участки от Дулёво до Ильинского Погоста и от Яганово до Детково. Станция Поварово I Октябрьской железной дороги, на которую есть две соед. ветви, относится к Московскому региону ОЖД и входит в Московский ДЦС-1 Октябрьской ДУД.
- Станции Бекасово-Сортировочное и Орехово-Зуево являются одними из крупнейших в Европе и России, имеют свой хозяйственный расчёт (бухгалтерию), напрямую входят в Московскую дирекцию управления движением.

### Пассажирские платформы и кассы
- В основном станции и остановочные пункты имеют низкие посадочные платформы для пригородных электропоездов. Высокие платформы есть только на станциях и о. п., одновременно находящихся на радиальных направлениях, но даже в этом случае они могут иметь отдельные низкие платформы для поездов кольца. Исключением из правила низких платформ являются несколько станций и о. п. с высокими или частично высокими платформами (одной из платформ):
  - две высокие платформы: 211 км, 214 км, Егорьевск II
  - одна из двух платформ частично высокая: Акулово, Мачихино, 250 км
  - две платформы частично высокие: Пожитково, Ильинский Погост
  - единственная высокая платформа: Хорлово, Рудниковская, 32 км
  - одна из трёх платформ для кольца высокая: Воскресенск (для поездов из/на Егорьевск), остальные две низкие для поездов главного хода кольца
  - до 2003 года также из двух платформ для кольца одна была высокая на Бекасово I (разобрана)
  - на 88 км низкая платформа для кольца только на пути на Лопатино, обратный путь идёт рядом с высокой платформой Рязанского направления с турникетами.
  - на Бекасово-1, Столбовой, Михнево, 81 км, Манихино-1, Воскресенске, Орехово-Зуево отдельная(ые) низкая (ие) платформа(ы) для поездов кольца. Но как минимум на Бекасово-1, а также на Михнево (прямыми) используется и высокая. В Яхроме и Жилёво низкая платформа есть, но не используется/заброшена. В Дмитрове, Яхроме, Кубинке-1, Куровской, Жилёво используются высокие платформы. В Александрове есть 4 низкие платформы, одна из которых частично высокая.
- Платформы в основном короткие: на 1—2 вагона, реже — на 4—5 вагонов или более длинные (в основном, на узловых станциях).
- Единственный о.п., где нет никакой платформы и опознавательных знаков — о. п. Северный. Некоторые о. п. из одной плиты без опознавательных знаков, например 122 км, некоторые из одной плиты, но с расписанием (159 км).
- Билетные кассы есть только на радиальных станциях, но в большинстве случаев билеты на кольцо не продаются, кроме участков работы (текущей или бывшей) прямых маршрутов. Обилечиванием занимаются разъездные кассиры, которые по факту есть только в поездах участка Яхрома — Орехово-Зуево. Кассы есть только на Пл. Посёлок Киевский, Пл. Бекасово-Сортировочное, пл. Егорьевск II (на последних двух также кассы дальнего следования).

### Бывшие или пониженные в статусе пункты
- Остановочные пункты, бывшие ранее самостоятельными станциями или разъездами: Пл. Бекасово-Сортировочное (была станцией Бекасово II), Мачихино, Бубяково, Драчёво, Турист, Бухарово, Жилино, Дюдьково, Ястребки, Чернецкое, Повадино, Шматово, Мякинино, Ратмирово (был обгонным пунктом), Хорлово, Ветчи, Илейкино, Карабаново, Егорьевск II, Лопатино (пути сняты, остался пост и о. п. вне него, формально станция), Санино (станция упразднена, но в районе 2010 восстановлен путевой пост 163 км)
- Несуществующие ныне станции: Бекасово II (вошла в состав Бекасово-Сортировочное), Мачихино (вошла в состав Бекасово-Сортировочное), Орехово II (на её месте построена сортировочная часть Орехово-Зуево), Ликино, Руново, Дулёво (старая, с восточной стороны города), Куровская (старая, на главном ходу кольца, где ныне развязка), Егорьевск II (вошла в состав Егорьевска I), Пост 87 км (вошёл в Иванцево), Пост 108 км (вошёл в Александров[источник не указан 2511 дней]), другие посты[источник не указан 2511 дней]
- Несуществующие ныне о. п.: 136 км (между Поварово-2 и 128 км), Южная (между Северным б/п и Депо), 185 км (между Поточино и Орехово-Зуево, отменена в июне 2012), Бекасово-Центральное/238 км (старая, на I пути вблизи депо Бекасово-Сортировочное), Егорьевск I (в товарной «исторической» части станции ранее был пассажирский вокзал / о. п.), Пост 87 км (была платформа), а также ряд «километровых» о. п., упразднённых более 35 лет назад[когда?].

## Прочие железнодорожные предприятия
К некоторым станциям Большого кольца примыкают пути других железнодорожных предприятий (не входят в состав станций):
- Бекасово-Сортировочное: Эксплуатационное локомотивное депо ТЧЭ-23 Бекасово-Сортировочное, ТЧРЦех-61 Бекасово — филиал ремонтного локомотивного депо ТЧР-37 Рыбное, эксплуатационное вагонное депо ВЧДЭ-13 Бекасово, ПЧ-18 Бекасовская дистанция пути, ШЧ-5 Бекасовская дистанция сигнализации, централизации и блокировки
- Орехово-Зуево: Эксплуатационное локомотивное депо ТЧЭ-5 Орехово, ТЧРЦех-60 Орехово — филиал ремонтного локомотивного депо ТЧР-37 Рыбное, эксплуатационное вагонное депо ВЧДЭ-1 Орехово-Зуево, ЛВЧД-3 Пассажирское вагонное депо Орехово-Зуево
- Поварово-3: ФТЧЭ-53 Поварово-3 — филиал эксплуатационного локомотивного депо ТЧЭ-23 Бекасово-Сортировочное (пункт оборота/подменный) — бывшее самостоятельное депо ТЧ-13, с 1996 основные здания заброшены[36].
- Александров-1: ТЧПРИГ-12 моторвагонное депо, ФТЧЭ-84 Александров — филиал эксплуатационного локомотивного депо ТЧЭ-5 Орехово, ПТО Александров — филиал эксплуатационного вагонного депо ВЧДЭ-1 Орехово-Зуево, ремонтное вагонное депо Желдорэкспедиция ООО «Вагонное Депо ЖДЭ», ПЧ-11 Александровская дистанция пути
- Куровская: ТЧПРИГ-26 моторвагонное депо, ПТО Куровская — филиал эксплуатационного вагонного депо ВЧДЭ-5 Перово, ПЧ-8 Куровская дистанция пути
- Дмитров: ФТЧЭ-54 Дмитров — филиал эксплуатационного локомотивного депо ТЧЭ-18 имени Ильича
- Воскресенск: ПТО Воскресенск — филиал эксплуатационного вагонного депо ВЧДЭ-5 Перово, Ремонтное вагонное депо ВЧДР-6 Воскресенск
- Жилёво: ПЧ-32 Жилевская дистанция пути

## Отсчёт километража
На Большом кольце отсчёт километража ведётся отдельно на четырёх участках, станциями стыковки различных нумераций являются Александров-1, Яганово, Орехово-Зуево, Воскресенск, Ильинский погост. Поэтому названия платформ «N-й км» нельзя сравнивать относительно друг друга с разных участков.
| Участок                                          | Отсчёт                               | Особенности |
| ------------------------------------------------ | ------------------------------------ | --- |
| Александров-1 — Яганово через Михнево            | 0 км — 345 км против часовой стрелки | На совмещённых участках Александров-1 — Пост 81 км и Дмитров/Яхрома — Икша километраж кольца по направлению противоположен собственному независимому километражу радиальных (Ярославского и Савёловского) направлений. То есть отсчётных километровых столбов Большого кольца на этих участках нет, но виртуально километраж продолжается. |
| Жилёво — Орехово-Зуево через Берендино           | 0 км — 130 км против часовой стрелки | Платформа 88 км на параллельных участках кольца и Рязанского направления названа по отсчёту радиального Рязанского направления и не связана с нумерацией кольца этого участка |
| Воскресенск — Ильинский погост через Егорьевск-2 | 0 км — 35 км против часовой стрелки  | |
| Александров-1 — Орехово-Зуево                    | 112 км — 190 км по часовой стрелке   | Фактически продолжается километровый отсчёт Ярославского направления МЖД участка Москва-Пасс.-Ярославская — Александров-1 |

## Обслуживающие депо
Участки кольца для пригородного пассажирского движения обслуживаются только несколькими моторвагонными депо радиальных направлений Московской железной дороги, предоставляющими электропоезда от 4-6 до 8-12 вагонов для работы на кольце. Таким образом, может получиться, что на пересечении с радиальным направлением кольцо обслуживает одно (или несколько) депо, а радиальное направление — другое депо. При этом разделение ответственности может происходить на одной станции (или преимущественно на ней), а могут быть и участки с двойным покрытием (как с равной частотой поездов, так и с засылом всего одного-нескольких электропоездов от одного из депо). С годами зоны обслуживания участков разными депо меняются.
| Депо                                           | Участки Большого кольца |
| ---------------------------------------------- | --- |
| ТЧПРИГ-20 Апрелевка Киевского направления      | Поварово-2 — Детково. В том числе Бекасово-1 — Кресты для «прямых» поездов из/до Москвы-Киевской и Калуги-1. Прямыми поездами из/до Апрелевки покрывается весь участок. - До лета 2011 года участком был Кубинка-2 — Детково. - До лета 1996 года участком был Кубинка-2 — Яганово. - Для «прямых» из/до Москвы-Киевской с конца 80-х (не ранее лета 1988 года) до лета 1992 года участком был Бекасово-1 — Чернецкое. - Участок «прямых» из/до Москвы-Киевской до Крестов появился в промежутке лето 1978 года — лето 1983 года. До этого были только электропоезда до Мачихино. Т.е участок Бекасово-1 — Мачихино. |
| ТЧПРИГ-31 Домодедово Павелецкого направления   | Сандарово — Куровская — (Давыдово) и участок Жилёво — Яганово. В том числе Михнево — Яганово для «прямых» поездов из/до Москвы-Павелецкой и Жилёво — Яганово для «прямых» до Ступино. - До лета 2011 года участком был Сандарово — Воскресенск. - До лета 1996 года была 1 пара электропоезда до Акулово, то есть участок Акулово — Воскресенск - До лета 1986 года маршрут был короче: 1 пара электропоезда до Пожитково, то есть участок Пожитково — Воскресенск. Маршрут до Пожитково появился в промежутке лето 1978 — лето 1983 года.                                                                           |
| ТЧПРИГ-26 Куровская Казанского направления     | (Давыдово) — Куровская — Воскресенск (обе параллельные ветви). В том числе Куровская — Егорьевск-2 для «прямых» поездов из/до Москвы-Казанской. - До лета 2011 года участок был (Давыдово) — Куровская — Непецино - С 1999 года по 2002 год для «прямых» участком был Куровская — Егорьевск-2 — Воскресенск - В отдельные годы в 1990-х были электропоезда до Александрова-1. |
| ТЧПРИГ-12 Александров Ярославского направления | Поварово-3 — (Дмитров) — Александров-1 — Куровская. - До лета 2011 года участком был Яхрома/Дмитров — Куровская. - До 1996 года в сторону Дмитрова поезда были только до Костино. - Обслуживает участки электропоездами с 1992 года |
| ТЧЭ-5 Иваново Северной железной дороги         | Александров-1 — Бельково. 1 пара поезда на тепловозной тяге на линию на Иваново. |

Депо, обслуживавшие Большое кольцо ранее:
| Депо                                                      | Участки Большого кольца |
| --------------------------------------------------------- | --- |
| ТЧПРИГ-14 Лобня Савёловского направления                  | * До 14 ноября 2017 года обслуживало участок Икша — Яхрома — Жёлтиково для «прямых» электропоездов из/до Москвы-Бутырской (Савёловского вокзала)) - До лета 2011 года также обслуживало участок Икша — Кубинка-1. - Ранее (до 2009) в некоторые годы участком для «прямых» был Яхрома/Дмитров — Наугольный, до начала 1990-х был более короткий Яхрома/Дмитров — Бубяково - С 1960 до 1997 года также обслуживало участок Яхрома/Дмитров — Александров-1 (до 1964 года — до Пост 81 км). - В данное время на время ремонта на участке Дмитров/Яхрома — Пост 81 км, может подменять ТЧ Александров на участке до Поварово-3. |
| ТЧПРИГ-17 Нахабино Рижского направления                   | До лета 2011 года обслуживало участок Икша — Кубинка-1. |
| ТЧ-18 Имени Ильича Смоленского (Белорусского) направления | До лета 1997 года обслуживало участок Кубинка-1 — Бекасово-1 (только «прямые» электропоезда из/до Москвы-Смоленской). На 1 год с лета 2000 года до лета 2001 года был восстановлен только участок Кубинка-1 — Акулово, затем отменён. В 70-е годы при запуске пассажирского движения от Кубинки в сторону Манихино также обслуживало этот участок (до передачи ТЧ Лобня и ТЧ Нахабино). |
| ТЧ-4 Железнодорожная Горьковского направления             | С 2004 по 2009 летом обслуживало участок Орехово-Зуево — Бельково (только «прямые» электропоезда из/до Москвы-Курской) |
| ТЧ-44 Калуга Киевского направления                        | В некоторые годы обслуживало «прямые» электропоезда Калуга — Мачихино |
| ТЧ-10 Москва-2-Ярославская Ярославского направления       | По крайней мере до 1982 года обслуживало участок Александров — Дулёво, в некоторые годы (1974 год) по выходным был участок Александров — Егорьевск-2. |
| ТЧ-9 Черусти Казанского направления                       | До своего закрытия в 1984 году обслуживало участок Куровская — Воскресенск (в том числе для «прямых») |
| Депо Москва-Бутырская Савёловского направления            | До своего закрытия в 1960 году обслуживало участок Дмитров — Пост 81 км |

С лета 2011 года моторвагонные депо Рижского, Смоленского, Курского, Рязанского, Горьковского, Ленинградского направлений не обслуживают Большое кольцо.

## Тарификация
Тарификация устанавливается субъектами РФ для поездов ЦППК. До 2010-х отличие от радиальных направлений было в том, что зоны присутствовали только на участках, где есть «прямые» маршруты от Москвы (или были с начала 1990-х). При отсутствии зон для расчёта использовался километраж.
Оформление билетов производится принудительно разъездными кассирами без комиссии на участках Александров — Яхрома, Александров — Орехово-Зуево, Поварово-2 — Детково, на других участках кольца кассиров нет и проезд фактически бесплатен. На платформе 88 км в сторону Воскресенска и на станции Дмитров электропоезда кольца прибывают на высокие платформы с турникетами, поэтому необходимо оплатить на входе/выходе за одну зону. На участках с зонами билет может быть приобретён на станциях и платформах радиальных направлений, с которых следует «прямой маршрут» или на узловых радиальных станциях, которые пересекает кольцевой маршрут, а также на отдельных платформах кольца (Посёлок Киевский, Бекасово-Сортировочная, Егорьевск II).

## Движение поездов
Расписание движения пригородных электропоездов, кроме вывешенных расписаний на станциях и платформах кольца и интернета, публикуется в книжках-расписаниях движения пригородных электропоездов. Расписание разных участков публикуется в книжках направлений, смежных участку (ранее — которым принадлежало моторвагонное депо, обслуживающее конкретный участок). На лето 2017 года расписание БМО выпускалось отдельной развёртываемой газетой, а не в книжках смежных направлений; с августа 2017 года вернулись к прежнему формату..
Частота работы электропоездов сильно различается на разных участках Большого кольца — от 2—3 пар электропоездов в день до более десятка пар в день. Количество «прямых» электропоездов также разнится от одной до 4—5 пар, иногда только в выходные или только в летние выходные дни.
Также, на Большом кольце, особенно на участках, близких к сортировочным станциям Бекасово и Орехово, существует приоритет грузовых поездов, а также нет ответственности за невыполнение графика электропоездов. В дни повышенной нагрузки электропоезда могут сильно опаздывать из-за этого (до нескольких часов) или даже отменены (укорочены). Примером укорочения по ситуации является незаезд поезда через Манихино-2 на съезд к Манихино-1 (экономятся две смены направления) или укорочения поезда из Бекасово-1 до Поварово-2 только до Манихино или только до Кубинки.
Даже штатное расписание может быть сокращено для разгрузки (например, с 18 августа / 4 сентября 2012 на участке Орехово-Куровская отменены почти все электропоезда, несколько поездов укорочено/отменено на участках Кубинка-1 — Бекасово-1 — Столбовая, Куровская — Яганово). В 1990-е годы как минимум на некоторых участках (Кубинка-2 — Столбовая) частота электропоездов была большей, в том числе «прямых». Сокращение произошло как из-за отсутствия пассажиропотока, так и для разгрузки путей для грузовых поездов. В том числе, в целом на кольце с 1990-х годов разбираются неиспользуемые пути, соединительные ветви и даже платформы, отменяются полностью некоторые маршруты, в том числе «прямые».
| Участок                                          | Количество пар поездов в сутки          | Уточнение пар, работающих не на всём участке или «прямых» |
| ------------------------------------------------ | --------------------------------------- | --- |
| Александров — Пост 81 км — Яхрома/Дмитров — Икша | 4                                       | 3 через Яхрому, 1 до Дмитрова |
| Икша — Поварово III                              | 4                                       | |
| Поварово II — Манихино I — Кубинка I             | 3                                       | 1← из 3 одновременно «прямой» из Апрелевки |
| Кубинка II — Бекасово I                          | 5Р/6В                                   | 1← из 5Р/6В одновременно «прямой» из Апрелевки |
| Бекасово I — Детково                             | 6Р→/7Р←/7В→/8В←                         | 2→/1← на участке Бекасово I — Столбовая 1 на участке Бекасово I — Сандарово 1 на участке Бекасово I — Мачихино 2← на участке Бекасово I — Бекасово-Сортировочное При этом из всех 3←/2→ одновременно являются «прямыми» из/до Апрелевки |
| Бекасово I — Детково                             | «Прямые» 5→/4← + 1ЛВ                    | 2→/3← + 1ЛВ Москва-Киевская — Кресты 3→/1← Москва-Киевская — Бекасово-Сортировочное |
| Бекасово I — Детково                             | «Прямая» 1                              | 1 Калуга I — Кресты |
| Сандарово — Михнево                              | 4Р/5В3В Егорьевск II — Москва-Казанская | 2Р/2В←/3В→ на участке Столбовая — Михнево 1Р/2В←/1В→ на участке Детково — Михнево |
| Михнево — Яганово                                | 7Р←/5В←/5Р→/3В→ + 1зимВ                 | 1зимВ назначается вместо утренней летней прямой |
| Михнево — Яганово                                | «Прямые» 2ЛВ                            | 2ЛВ Москва-Павелецкая — Яганово |
| Жилёво — Яганово                                 | 3←/5→                                   | 1 из 3←/5→ одновременно «прямой» из/в Ступино |
| Яганово — Воскресенск                            | 3                                       | |
| Воскресенск — Егорьевск II                       | 1Р/2В←/3В→ +1ЛВСК                       | |
| Егорьевск II — Куровская                         | 6Р←/4Р→/6В→/5В←                         | |
| Егорьевск II — Куровская                         | «Прямые» 2Р←/3Р→/3В                     | 2Р←/3Р→/3В Егорьевск II — Москва-Казанская |
| Воскресенск — Берендино — Куровская              | 3Р/4В←/3В→                              | |
| Куровская — Орехово-Зуево                        | 3                                       | |
| Орехово-Зуево — Александров                      | 8+1Р+1С→+1ВСК←                          | 1Р+1С→+1ВСК← на участке Киржач — Александров |
| Орехово-Зуево — Александров                      | «Прямая» 1                              | 1 Иваново — Александров |

В среднем за неделю самое интенсивное движение на участках:
- Посёлок Киевский — Бекасово-Сортировочное (12,6 пары в сутки летом, 12,3 — зимой)
- Куровская — Ильинский Погост (10,6 пары в сутки)
- Александров — Бельково (9,9 пары в сутки)

Самое слабое на участках (не считая соединительных ветвей, например, на ветви Иванцево — Дмитров 1 пара):
- Воскресенск — Егорьевск II (1,6 пары в сутки летом, 1,4 — зимой).
- Поварово III — Кубинка II, Яганово — Воскресенск, Давыдово — Орехово-Зуево (по 3 пары в сутки)

### «Прямые» пригородные поезда
На некоторых направлениях существуют «прямые» электропоезда, которые позволяют добраться без пересадки с радиального направления (с вокзала Москвы и от других конечных) на Большое кольцо (до некоторых пунктов) и обратно. Следование по станции пересечения также может быть различным. Изначально таких маршрутов не было, потом на самых востребованных направлениях они были введены.
| Направление              | Описание |
| ------------------------ | --- |
| Киевское                 | Москва-Киевская — (Бекасово I) — Кресты (или более короткий Москва-Киевская — (Бекасово I) — Бекасово-Сортировочное). Следуют по соединительной ветви № 5, минуя платформы Бекасово I, сразу из/на Ожигово и далее. - Ранее также был более длинный маршрут Москва — (Бекасово I) — Чернецкое. Появился не ранее лета 1988 года в виде 1 пары в день, отменён летом 1992 года (сокращён обратно до Крестов, Чернецкое потеряло статус станции). - Изначально, по крайней мере в 1970-е годы, прямой поезд был только до Мачихино. Этот более короткий маршрут присутствовал в расписаниях и по лето 2012 года по крайней мере один раз в день, но с осени 2012 года его нет. - Ранее часть рейсов заезжали к платформам Бекасово I (со стоянкой и сменой направления или с объездом при следовании со стороны Москвы-Киевской), с графика декабря 2017 года такого следования этого маршрута нет. |
| Киевское                 | Апрелевка — (Бекасово I) — Столбовая — Детково (или более короткие Апрелевка → Столбовая, Мачихино → Апрелевка, Бекасово-Сортировочное → Апрелевка). Следование через Бекасово I в основном аналогично поездам Москва — Кресты кроме одного рейса (1 по будням и 1 по выходным) из Апрелевки, который осуществляет или стоянку на Бекасово I со сменой направления или разворот по ССВ с прибытием на Бекасово I с противоположной стороны. - Фактически это рейсы из/в депо Апрелевка. - До лета 1996 года протяжённость апрелевского маршрута достигала Яганово, так как поездами депо Апрелевка обслуживался больший участок кольца. |
| Киевское                 | Апрелевка → Бекасово I → Кубинка I → Манихино I → Поварово II (до июня 2017 существовал также более короткий Апрелевка → Бекасово I → Кубинка I → Кубинка II). - Фактически рейсы обычных поездов по кольцу, продлённые от Бекасово I из/в депо Апрелевка. Как рейсы, достигающие Апрелевки, а не только Бекасово I, появились в расписании в конце 90-х-начале 2000-х. В предыдущие годы были двусторонними (то есть в том числе в Апрелевку). |
| Киевское                 | Калуга I — Бекасово I — Кресты - до лета 2012 года был более длинный маршрут Калуга I — Бекасово I — Столбовая — Детково. Изначально подобный маршрут с кольца введён в виде Малоярославец — Мачихино c лета 1994 года для доставки с/на работу рабочих станции Бекасово-Сортировочное, в 2001 году продлён до Детково, в 2002 году — до Калуги I, в различные годы было от 1 до 2 пар в день |
| Павелецкое               | Москва-Павелецкая — Михнево — Яганово. Только по летним выходным дням. Введён с 2006—2007 года. В расписании 2010 года назначен не был, с 2011 восстановлен. |
| Павелецкое               | Яганово — Жилёво — Ступино. До Ступино введён со 2 ноября 2013 года, фактически продлён обычный маршрут кольца Яганово — Жилёво. Обратно введён с нового графика 10 декабря 2017 года. 1 пара в день. |
| Казанское                | Москва-Казанская — Куровская — Егорьевск II. На станции Куровская осуществляется смена направления поезда. В Давыдово заезд не осуществляется. - В расписании 2012 года фактически один из поездов Егорьевск II — Москва, несмотря на смену номера по Егорьевску II, являлся прямым маршрутом Воскресенск → Егорьевск II → Куровская → Москва-Казанская |
| Казанское                | До 1984 года, несмотря на смену номера по Куровской, фактически были прямые маршруты с кольца на Черусти и обратно (стоянки по Куровской 1-2 минуты). Один из маршрутов Черусти — Куровская — Берендино — Воскресенск — Егорьевск II. |
| Савёловское              | В настоящее время нет, до 14 ноября 2017 года существовали маршруты Москва-Бутырская — Икша — Яхрома — Жёлтиково и более короткий Москва-Бутырская — Икша — Яхрома — Костино. Следование поездов осуществлялось по соединительной ветви на Иванцево напрямую с Яхромы аналогично поездам кольца. Ранее некоторые из маршрутов заезжали в Дмитров со стоянкой (в том числе не у платформы Дмитров, а далее, достигая Каналстроя) и сменой направления поезда. Последний такой маршрут до Костино преобразован в маршрут без заезда с графика с 11 декабря 2016 года. - в предыдущие годы были более длинные маршруты Москва — Икша — Яхрома — (Дмитров) — Наугольный (до 2009 года) и Москва — Икша — Яхрома — (Дмитров) — Бубяково (последний продлён до Наугольного после потери Бубяково статуса станции). - в предыдущие годы вместо конечной со стороны Москвы-Бутырской поезда могли иметь конечную далее на Смоленском (Белорусском) направлении, следуя по Алексеевской соединительной линии. Таким образом, данный участок кольца соединялся прямым сообщением сразу с двумя радиальными направлениями. Примеры: Жёлтиково → Голицыно, Костино → Усово, Костино → Одинцово. Также, наоборот, конечной могла быть более ближняя Лобня. - До середины 1990-х также был маршрут Александров — Яхрома — Икша — Лобня и более короткие Александров — Яхрома — Икша и Драчёво — Яхрома — Лобня. - В 1960-х был маршрут Дубна — Поварово II. - В 2009 году прямые электропоезда на 1 год отменялись. |
| Смоленское (Белорусское) | В настоящее время нет, до лета 1997 года существовал маршрут Москва-Смоленская — Кубинка I — Бекасово I (и более короткий Москва-Смоленская — Кубинка I — Акулово). В Бекасово I прибывал на отдельную третью платформу (разобрана). Маршрут Москва — Кубинка I — Акулово был восстановлен на 1 год с лета 2000 года до лета 2001 года. - Конечной маршрута со стороны Москвы также могло быть Одинцово (например, маршрут Акулово → Одинцово) или станция на другом направлении Московской железной дороги (например, маршруты Икша → Акулово/Бекасово I, Царицыно → Акулово, Подольск → Акулово/Бекасово I, Щербинка — Бекасово I, Бекасово I → Лобня, Бекасово I → Подольск). |
| Горьковское              | В настоящее время нет, с 2004 по 2009 год существовал маршрут Москва-Курская — Орехово-Зуево — Бельково только по летним выходным дням. |
| Горьковское              | Также ранее существовал пригородный поезд Владимир — Александров. Отменён не позднее середины 90-х. |
| Рязанское                | В настоящее время нет. С 1999 по 2002 год существовал маршрут Москва-Казанская — Воскресенск — Егорьевск II — Куровская. Также во времена до электрификации существовал маршрут от Москвы до Орехово-Зуево через Воскресенск. |
| Ярославское              | В настоящее время нет. Ранее существовал маршрут Москва-Ярославская — Александров II. |
| Линия СЖД на Иваново     | Александров — Бельково — Юрьев-Польский — Иваново (на тепловозной тяге) - Ранее маршрут был более коротким: до ст. Юрьев-Польский или до ст. Текстильный |

### Поезда дальнего следования
По некоторым участкам Большого кольца проходят регулярные маршруты поездов дальнего следования (ПДС). В расписании декабря 2016 — декабря 2017 года это поезда:
| Тип и номер              | Маршрут                                     | Периодичность                    | Участок БМО и причина следования | Остановки на БМО                                                                    | Примечание                                           |
| ------------------------ | ------------------------------------------- | -------------------------------- | --- | ----------------------------------------------------------------------------------- | ---------------------------------------------------- |
| Скорый 139М/140М         | Санкт-Петербург-Гл. — Брянск-Орловский      | Круглогодично, через день        | Поварово I — Бекасово I | Поварово III (техническая) Поварово I (техническая, только в сторону С.-Петербурга) |                                                      |
| Скорый 151М/152А         | Москва-Пасс.-Киевская — Санкт-Петербург-Гл. | C 20/22 июля 2018 1 раз в неделю | Поварово I — Бекасово I | Поварово III (техническая) Поварово I (техническая, только в сторону С.-Петербурга) |                                                      |
| Скорый 133Я/134Б         | Архангельск-Город — Минск-Пасс.             | Круглогодично, 1 раз в неделю    | Пост 81 км — Яхрома Переход с Ярославского радиального направления на Савёловское в сторону Москвы для дальнейшего попадания на Смоленское через Алексеевскую соединительную линию                                                             | Костино (техническая, только в сторону Архангельска)                                |                                                      |
| Скорый 287Я/288П         | Воркута — Белгород                          | Летом, 1 раз в неделю            | Пост 81 км — Яхрома Переход с Ярославского радиального направления на Савёловское в сторону Москвы для дальнейшего попадания на Курское направление через Алексеевскую соединительную линию (со сменой направления по Москве-Пасс.-Смоленской) | Костино (техническая, только в сторону Воркуты)                                     | Общее расписание с поездом 133/134 на данном участке |
| Пассажирский 495Я/496С   | Кострома-Новая — Адлер                      | Летом по числам                  | Бельково — Александров Кратчайший способ попадания с Ярославского направления на линию СЖД на Иваново | Александров (смена электровоза на тепловоз и обратно)                               |                                                      |
| Пассажирский 539/540 Я/С | Кострома-Новая — Анапа                      | Летом по числам                  | Бельково — Александров Кратчайший способ попадания с Ярославского направления на линию СЖД на Иваново | Александров (смена электровоза на тепловоз и обратно)                               |                                                      |
| Пассажирский 661/662 Э/М | Москва-Пассажирская-Ярославская — Кинешма   | Круглогодично ежедневно          | Бельково — Александров Кратчайший способ попадания с Ярославского направления на линию СЖД на Иваново | Александров (смена электровоза на тепловоз и обратно)                               |                                                      |
| Пассажирский 673М/674Ч   | Москва-Пассажирская-Ярославская — Иваново   | Круглогодично по дням недели     | Бельково — Александров Кратчайший способ попадания с Ярославского направления на линию СЖД на Иваново | Александров (смена электровоза на тепловоз и обратно)                               |                                                      |

Также в расписании указаны несколько почтово-багажных поездов (№ 971—998) на участке Бельково — Александров по особому назначению (запросу АО «ФПК») : Москва-Пасс-Яросл. — Уссурийск / Хабаровск I / Чита II / Иркутск-Пасс. / Улан-Удэ-Пасс. / Красноярск-Пасс. / Новосибирск-Гл. На праздники также могут назначаться дополнительные ПДС по новым маршрутам, проходящим в том числе по другим участкам БМО, в том числе протяжённым. В частности, один из поездов, назначенных в новогодние праздники 2016—2017, Чебоксары — Санкт-Петербург, проходил по северной части кольца от Орехово-Зуево до Поварово I с техническими остановками в Наугольном, Костино, Поварово III.
В позднесоветские годы движение ПДС по БМО было гораздо более интенсивным по всем участкам, в том числе со штатными (неслужебными) остановками, например по Бекасово-Сортировочное. Были возможности по переносу транзитных поездов вместо Москвы на БМО. В 1990-е годы количество поездов было сильно порезано, и продолжает постепенно сокращаться до сих пор, последние поезда отменялись несколько лет назад. В связи с сильной загрузкой БМО грузовыми поездами возникла значительная обратная тенденция по переводу ПДС с БМО на проследование через Москву Алексеевскую, Митьковскую, Бирюлёвскую соединительные линии, последняя электрифицирована в 2006 году, а также на хордовую линию Мытищи — Фрязево, где на перегоне Монино — Фрязево в 2002—2003 построен второй путь) даже более длинными маршрутами, перевод поездов на «свой» вокзал без необходимости следования по БМО, на другие широтные/хордовые линии (например, Вязьма — Сызрань, параллельный Кубинке — Воскресенску, Узуново — Рыбное, параллельный Михнево — Воскресенску) а также полные отмены. На текущий момент интенсивность минимальная за более чем три десятилетия.
Среди отменённых в последние годы поездов:
- Санкт-Петербург — Ташкент и его же графиком летний Санкт-Петербург — Саратов (летом 2015) на участке Поварово I — Бекасово I[54]
- летние Череповец / Воркута — Симферополь, Лабытнанги / Воркута — Евпатория (посл. раз указаны в расписании лета 2013), летний Архангельск — Евпатория (посл. раз указан в расписании лета 2013 года, затем по особому указанию в расписании лета 2014 года и также в расписании зимы 2014 года, но как Архангельск — Симферополь) на участке Пост 81 км — Яхрома (все следовали одним графиком)
- Саратов — Берлин, следовавший по участку Михнево — Кубинка I с технической остановкой в парке Б станции Бекасово-Сортировочное; отменён в конце 2013 (в 2006 году следовал от Воскресенска, переведён до 2013 года на хордовую линию Узуново — Рыбное). По этому же участку следовал Минск — Адлер, отменён между 2006 и 2011 годами.
- Санкт-Петербург — Волгоград (2 шт.), следовавший по участку Поварово III — Михнево, в том числе с техническими остановками в Бекасово-Сортировочное и Поварово III. Отменён между 2006 и 2011. Также по этому участку следовал Санкт-Петербург — Баку, отменён между 2011 и 2013 годами. Также упомянутый выше Санкт-Петербург — Ташкент ещё в 2011 году ходил от Поварово III до Михнево (одним графиком с поездом до Баку). До 2013 года был переведён на Вяземско-Сызранскую линию от Калуги до Узловой.
- Брест — Свердловск и Минск — Иркутск следовали одним графиком от Кубинки I через юг кольца до Орехово-Зуево, в том числе с техническими остановками в Бекасово-Сортировочное и Михнево. Отменены между 2006 и 2011 годами.
- Нижний Новгород — Адлер, следовавший по участку Орехово-Зуево — Воскресенск. С расписания лета 2014 следует через Москву.
- упомянутый выше Архангельск — Евпатория ещё в 2006 году ходил по участку Орехово-Зуево — Столбовая. Позднее был переведён на транзит через Москву и другой участок кольца.
- нетранзитные Москва-Пасс.-Киевская — Евпатория-Курорт (3 шт.), Москва-Пасс.-Киевская — Анапа, Москва-Пасс.-Киевская — Феодосия, следовавшие по участку Бекасово I — Столбовая на Курское направление, в том числе и с технической остановкой в парке Б Бекасово-Сортировочное Такое следование отменено между 2011 и 2013 годами.

## Перспективы
ОАО «РЖД» в 2012 году приступило к масштабной работе по модернизации и развитию Московского транспортного узла. Усиление железнодорожной инфраструктуры в московском регионе было запланировано «Стратегией развития железнодорожного транспорта РФ до 2030 года», однако в связи с отсутствием финансирования работы откладывались. Железнодорожная составляющая развития Московского транспортного узла вынесена отдельной строкой в подпрограмму «Железнодорожный транспорт» ФЦП «Развитие транспортной системы России (2010—2015 годы)».
Одним из трёх запланированных проектов является проект комплексной реконструкции участка Большого кольца Пост 81-й км — Дмитров — Икша — Поварово. В соответствии с основными тенденциями развития железнодорожного транспорта в Москве и Московской области, на радиальных направлениях приоритет отдан обеспечению пассажирских перевозок. Поэтому реконструкция этого участка кольца необходима для обеспечения в полном объёме местного и транзитного грузопотоков Московского железнодорожного узла после передачи основных железнодорожных направлений в радиусе 70—100 км от Москвы под социально значимые пригородные перевозки, включая интермодальные. Конкретной целью развитие железнодорожной инфраструктуры является организация движения поездов массой до 6 тыс. тонн на участке от ст. Орехово-Зуево до ст. Бекасово-Сортировочное Северного полукольца. Графиковая длина на участке Поварово-2 — Наугольный составляет 57 условных вагонов против унифицированной длины поездов по МЖД — 71 условных вагонов, что приводит к необходимости дополнительной переработки всех поступающих на данный участок поездов на ст. Бекасово и Орехово-Зуево. Предусмотрена реконструкция: станций Жёлтиково, Наугольный, Иванцево, Костино; участков Наугольный — Жёлтиково, Иванцево — Костино, Жёлтиково — Костино. Ведётся строительство второго главного пути с электрификацией на участках: Поварово-2 — Белый Раст; с устройством путепроводной развязки на перегоне Икша — Белый Раст, с устройством путепроводной развязки на перегоне Яхрома — Иванцево.
В рамках подготовки к реконструкции этого участка в 2012 году завершена разработка рабочей документации и начаты строительно-монтажные работы. По проекту уже разработана путевая часть проектной документации по станциям Наугольный, Жёлтиково, Костино, Иванцево и перегону Поварово — Белый Раст. Размер выделенных средств на проект из федерального бюджета на 2012 год составил 1,4 млрд рублей.
Организация работ по реализации проекта предполагает завершение полного комплекса реконструкции в 2015 году. По предварительной оценке, общая стоимость комплексной реконструкции северной части Большого кольца — 22 млрд руб.
В сентябре 2012 года начаты работы по строительству второго пути на участке Наугольный — Жёлтиково (формирование профиля пути). По состоянию на июнь 2013 года формирование профиля второго (южного) пути (насыпание песка) идёт на всём участке Наугольный — Жёлтиково, а также отдельно на станциях Костино и Иванцево. Идёт строительство вторых платформ на о. п. 40 км, Бубяково, 47 км. Временные узкие деревянные платформы построены на 47 км, Жёлтиково, Костино. На Жёлтиково и Костино разобраны постоянные платформы для расширения путей станций в рамках их капитальной реконструкции (на Костино остался короткий участок от южной платформы). По состоянию на конец 2016 года 4 станции полностью реконструированы, второй путь введён на перегоне Наугольный — Жёлтиково (первый закрыт на реконструкцию), на перегоне Жёлтиково — Костино один из путей перенесён на новую ось с двумя значительными спрямлениями и переносом платформы 62 км, готовы нижнее и верхнее строения второго пути. На участке Костино — Иванцево формирование нижнего строения второго пути только начато.
Также в рамках развития узла планируется реконструкция станции Белый Раст для выведения части транзитного грузопотока, перерабатываемого на столичном узле, за пределы Москвы. Она проводится в рамках договорённостей между ОАО «РЖД» и правительством Москвы. Станция является удобным форпостом для доставки транзитных грузов, следующих с запада на восток страны. Её реконструкция под сортировку приведёт к закрытию грузовых дворов в Москве. Так будет решена большая часть задачи приёма и отправки транзитных грузопотоков вне центра Москвы. Все разгруженные вагоны на станции Белый Раст будут уходить на сортировку и формирование порожних составов на станции Орехово-Зуево и Бекасово-Сортировочное. Также к северо-западу от станции Белый Раст строится терминально-логистический центр «Белый Раст», в строительстве участвуют Deutsche Bahn на основании заключённого с ОАО «РЖД» договора.

## Объезд кольца
Кольцо можно объехать за сутки на пригородных электропоездах. По графику с декабря 2017 года это возможно только по выходным по часовой стрелке, выезжая из Александрова в 4:57 и прибывая в 23:25, при условии, что не будет отмен и задержек поездов, а последнее случается на кольце нередко. Волна объезда включает 7 маршрутов: Александров — Куровская, Куровская — Жилёво, от Жилёва до Михнева на любом радиальном маршруте, Михнево — Детково, Детково — Кубинка II, Апрелевка — Поварово II, Поварово III — Александров. При таком объезде участки Ильинский Погост — Егорьевск — Воскресенск и Яганово — Малино — Михнево остаются непокрытыми. В предыдущие годы — до декабря 2016 года и ранее расписание позволяло больше вариантов объезда за счёт «волн» (согласованных пересадок с одного поезда на другой) и более высокой частоты движения.

### Комментарии
1. ↑  Точная граница в атласе 1962 г. не указана: это некоторый пункт между Костино и Иванцево.
2. ↑  На станции Егорьевск I платформа Егорьевск II; пл. Лопатино вне граница станции — обе учтены отдельно как о. п.
3. ↑  Основная часть станции с пасс.платформами находится в стороне от главного хода кольца, конечная для все электропоездов кольца на участке.
4. ↑  Находится на гл.ходу Казанского напр-ия в стороне от главного хода кольца, но конечная для всех электропоездов кольца на участке
5. ↑  Находится на гл.ходу Савёловского напр-ия в стороне от главного хода кольца Яхрома—Иванцево, но одна пара поезда Москва—Костино заезжает в Дмитров со сменой направления
6. ↑  Один из двух главных путей обходит станцию, но все электропоезда участка заезжают в Кубинку I по ходу движения
7. ↑  Находится на гл.ходу Павелецкого напр-ия в стороне от главного хода кольца, но все электропоезда участка заезжают в Михнево по ходу движения
8. ↑  Один из главных путей обходит основную часть станции с пасс.платформами, но все электропоезда участка заезжают к платформам по ходу движения
9. ↑  Находится на гл.ходу Рижского напр-ия в стороне от главного хода кольца, но все поезда участка заезжают в Манихино I со сменой направления
10. ↑  Находится на гл.ходу Курского напр-ия в стороне от главного хода кольца, но все электропоезда участка заезжают в Столбовую по ходу движения
11. ↑  Начало Ивановского напр-ия.
12. ↑  Станция Горьковского напр., одна ветвь с сортировочной части Орехово-Зуево, только грузовые поезда.
13. ↑  Формально промежуточная станция 4 класса, фактически путевой пост.
14. ↑  Станция Рязанского напр., одна ветвь с Поста 61 км, только грузовые поезда.
15. ↑  Станция главного хода ОЖД (Ленинградское напр.), на которую есть две соед.ветви с Поварово III, работают только ПДС и грузовые поезда.
16. ↑  на гл.ходу Ярославского напр-ия, примыкание кольца из/на Яхрому, пл. 81 км находится рядом с постом на перегонах к Наугольному и Сергиеву Посаду
17. ↑  На гл.ходу кольца к юго-востоку от Воскресенска, включая Неверовский мост. Примыкание пути к западной части станции Воскресенск и пути к Шиферной.
18. ↑  Формально промежуточная станция 5 класса, фактически сокращена до путевого поста в западной горловине. Находится на гл.ходу кольца к северо-востоку от Воскресенска, схождение 4 путей от Воскресенска в 2, пл. Лопатино находится восточнее на перегоне к Берендино
19. ↑  на гл.ходу Горьковского напр-ия, обслуживает два съезда с кольца на/из Орехово-Зуево из/на Усад, только грузовые поезда.
20. ↑  На гл.ходу кольца к северу от моста через Павелецкое напр-ие. Съезд ССВ к Михнево — один из путей бывшего главного хода.
21. ↑  На гл.ходу кольца к востоку от Михнево, примыкание ССВ от Михнево — одного из путей бывшего главного хода, пл. 128 км находится невдалеке на этом перегоне к Михнево.
22. ↑  На Егорьевской ветви — примыкание ППЖТ к западу от пл. Рудниковская.
23. ↑  стрелочные съезды между главными путями на месте южной горловины бывшей станции Санино, пл. Санино расположена севернее на перегоне к Киржачу
24. ↑  Более формально строго, восточная пл. 122 км и западная пл. Центральный б/п находятся на перегонах-внутриузловых соединениях Орехово-Зуево — Орехово-Зуево.
25. ↑  На съезде от Сандарово к Столбовой, бывший главный ход
26. ↑  На съезде от поста 329 км к Михнево, бывший главный ход